# بوداپست
بوداپـِست یا در زبان مجاری بوداپشت پایتخت، بزرگ‌ترین و پرجمعیت‌ترین شهر کشور مجارستان و مرکز سیاسی، فرهنگی، تجاری، صنعتی و ترابری این کشور است. بوداپست از سه بخشِ پشت (سمت خاوری رود دانوب)، بودا (برخلاف پشت تپه‌ای و در کرانهٔ باختری دانوب)، و اُبودا (بودای قدیم) تشکیل شده‌است. جمعیت بوداپست طبق آمار اول ژانویهٔ سال ۲۰۱۹ برابر با ۱٬۷۵۲٬۲۸۶ نفر بوده‌است. مساحت شهر حدود ۵۲۵ کیلومتر مربع و یک واحد مستقل در تقسیمات کشوری مجارستان است. 

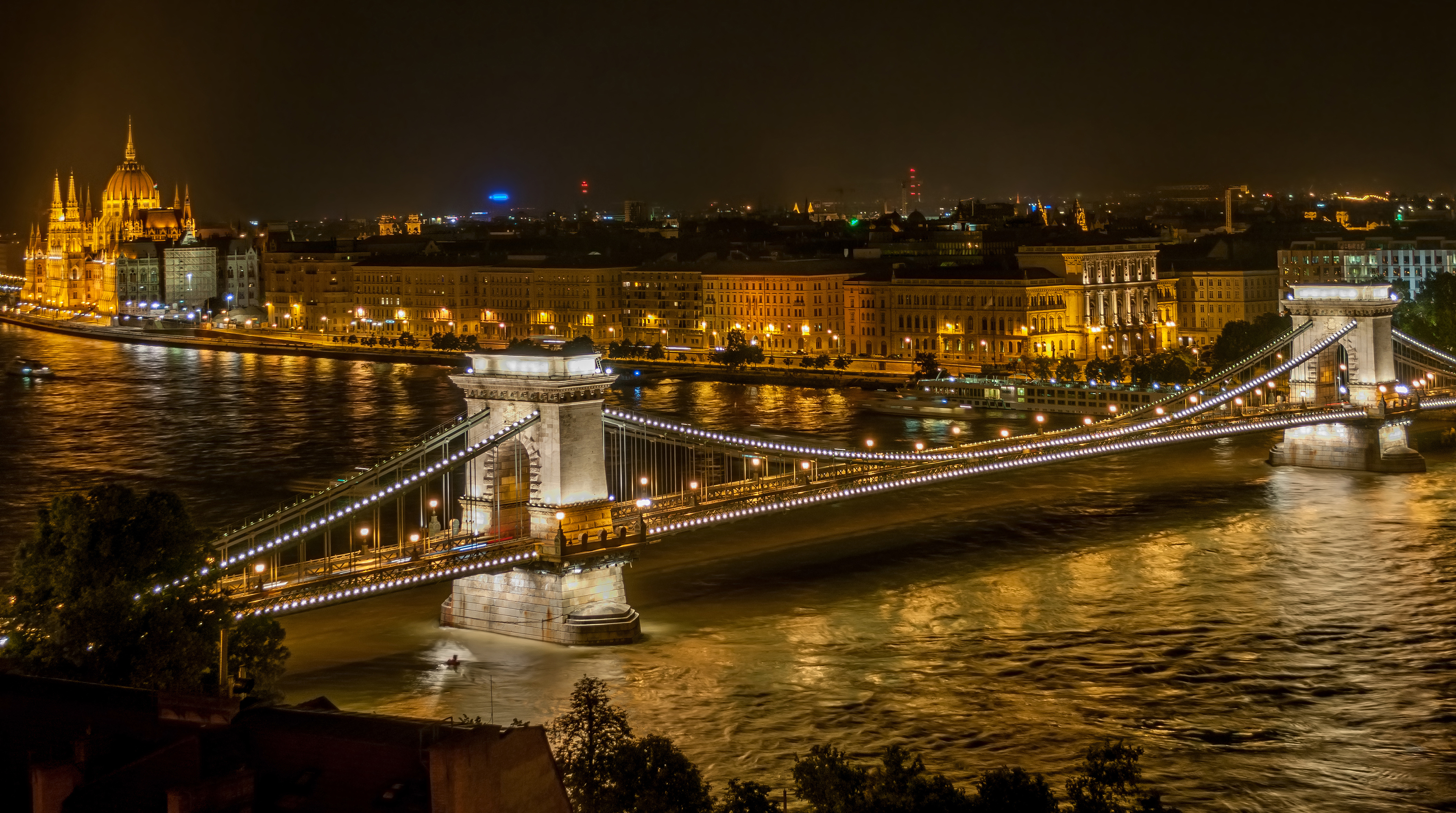
تصویری از پل زنجیر در شب

 شهر باستانی آکوئینکوم که امروز خرابه‌های آن در شمال بوداپست است، سکونتگاه سلتها بوده که بعدها تبدیل به مرکز ایالات رومی پانونیای سفلی شد. در قرن نهم میلادی مجارها وارد این سرزمین شدند. در حمله مغول (‎۱۲۴۱–۱۲۴۲) شهر غارت شد ولی پس از آن مجدداً رونق یافت و به زودی به یکی از اصلی‌ترین مراکز رنسانس در اروپا تبدیل شد. در سال ۱۵۴۱ با محاصرهٔ بودا (۱۵ سال پس از نبرد موهاچ) شهر بمدت ۱۴۵ سال بدست دولت عثمانی افتاد و در این دوره به لحاظ اقتصادی افت شدیدی کرده، جمعیت شهر به شدت کاهش پیدا کرد و قصر سلطنتی به ویرانه‌ای مبدل گشت ولی در سال ۱۶۸۶ آزاد شد. بوداپست (از اتحاد ۳ شهر پست، بودا و اُبودا) از سال ۱۸۷۳ تا سال ۱۹۱۷ به عنوان یکی از مهم‌ترین مراکز اروپایی و پایتخت اتریش-مجارستان به‌شمار می‌رفت، کشوری که پس از جنگ جهانی اول به موجب پیمان تریانون منحل شد. بوداپست هستهٔ اصلی آشوب‌ها و وقایع مهمی چون انقلاب ‎۱۸۴۸–۱۸۴۹، جنگ جهانی دوم و انقلاب ۱۹۵۶ مجارستان بوده‌است.
بوداپست یکی از زیباترین شهرهای اروپا است، که هر ساله چند میلیون گردشگر از آن دیدن می‌کنند، در سال ۲۰۱۷ این رقم ۳٬۸۲۳٬۹۰۰۰ نفر گزارش شده‌است. بوداپست میزبان تعدادی از میراث ثبت شده در فهرست جهانی یونسکوست، از آن میان می‌توان اشاره کرد به: چشم‌انداز ساحل دانوب در مرکز شهر، قلعه بودا، خیابان آندراشی، میدان قهرمانان، پل زنجیر، پارلمان مجارستان، قلعه ماهیگیر، کلیسای ماتیاش و خط ۱ متروی بوداپست (تأسیس ۱۸۹۶) که دومین متروی قدیمی جهان پس از متروی لندن است. از جنبه گردشگری نیز شهر دارای بناهای مهم و تاریخی است و از آن میان می‌توان به پل‌ها، گرمابه‌ها و حمام‌های متعدد تاریخی، باسیلیکای سنت ایشتوان، بزرگ‌ترین کنیسه اروپا در خیابان دوهانْی و خیلی دیگر اشاره کرد.

## نام
بوداپست در زبان مجاری بوداپشت خوانده می‌شود و بوداپستی‌ها به صورت محاوره‌ای شهر را پِشت می‌نامند. از قدیم دو شهر، باهم به نام پِشت-بودا معروف بودند چون غالباً نام شهر بزرگتر اول صدا می‌شد، در عین حال تلفظ بودا-پشت به زبان مجاری سازگاری بیشتری دارد. اولین کسی که شهر را با این ترتیب خواند، کنت ایشتوان سچنی بود. وقتی شهر رسماً در سال ۱۸۷۳ از الحاق بودا، اُبودا و پشت تشکیل شد، طبیعتاً نام بوداپشت برایش انتخاب شد. نام بودا در زمان آرپاد به آکوئینکوم گفته می‌شد. پس از حملهٔ مغول که قلعه و قصر روی تپهٔ گلرت ساخته شد و شهری در تپه پدید آمد، آن را بودا نامیده و شهر قدیمی را اُبودا. پیشوند «اُ» در مجاری به معنای قدیمی است.
خاستگاه نام بودا و پشت مشخص نیست. بر اساس یک نظریه، خاستگاه نام بودا از زبان اسلاوی وُدا (вода) به معنیِ آب است که به لحاظ زبانشناختی، استخراج ریشهٔ آلمانیِ کلمه از زبان اسلاوی امکان‌پذیر نیست و این نظریه رد شده‌است. در مورد پِشت سه نظریه وجود دارد؛ ۱- ریشهٔ نام از زمان باستان به قلعه‌ای در پشت مربوط می‌شده که به نقل از بطلمیوس، پِسیون (به یونانی Πέσσιον) خوانده می‌شده‌است. ۲- ریشه برگرفته از کلمهٔ غار (به اسلاوی: пещера یا peštera) است. ۳- ریشه برگرفته از غاری که درش آتش می‌سوزد یا «کورهٔ آهکی» (به اسلاوی: пещ یا pešt) است.

## تاریخ

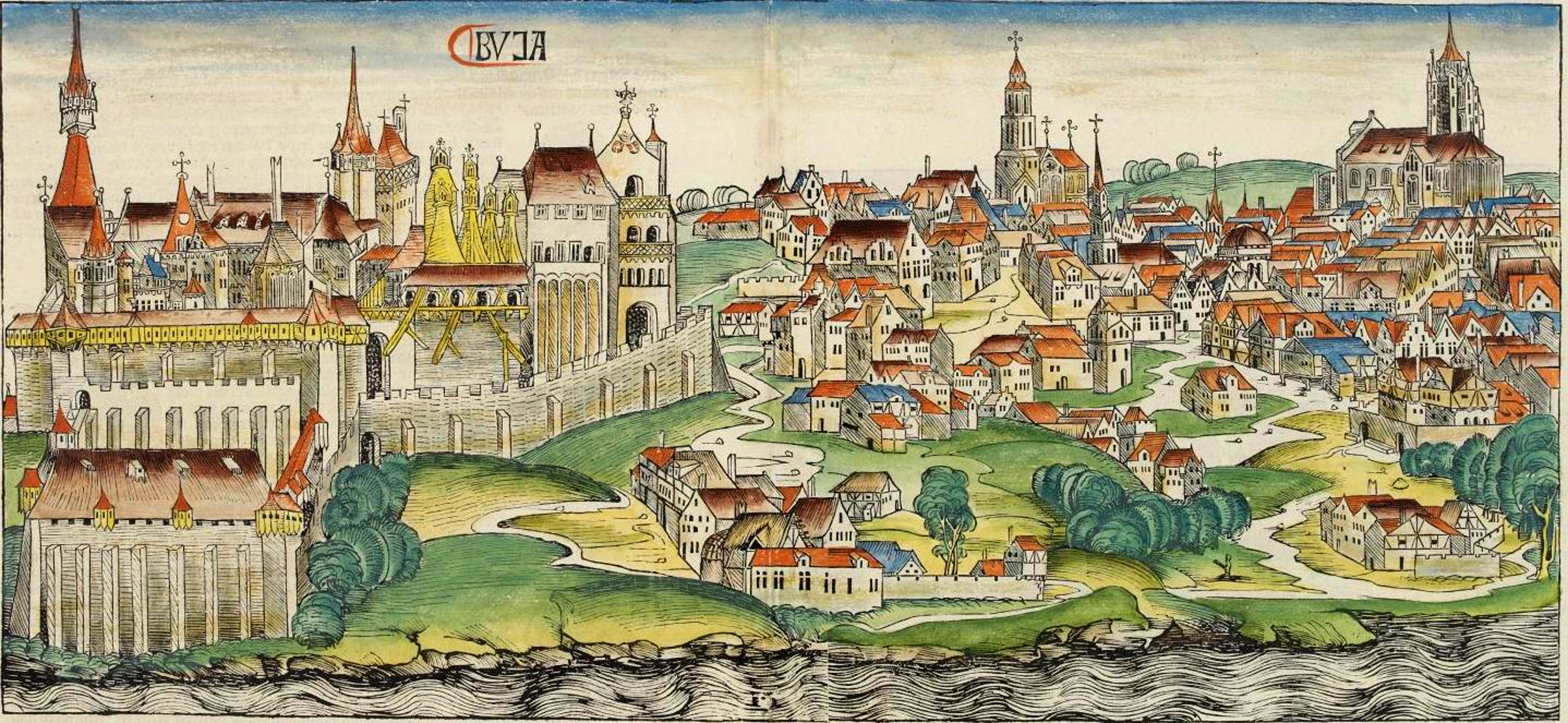
بودا در قرون وسطی - حکاکی روی چوب رویدادنامه نورنبرگ

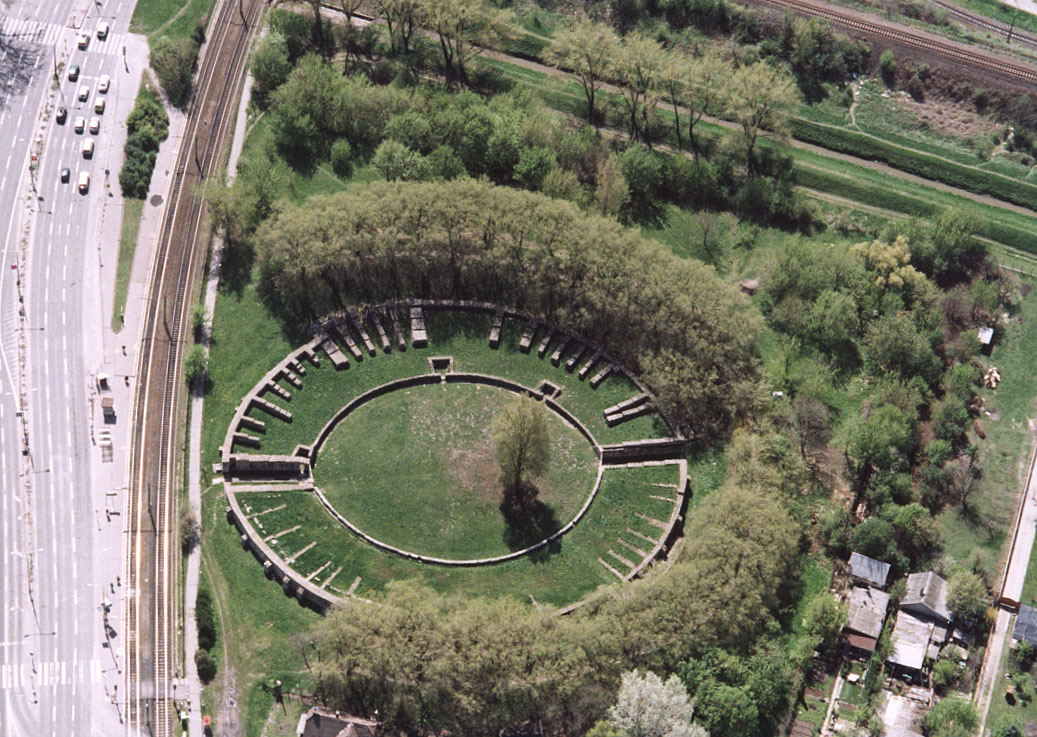
آمفی تئاتر در آکوئینکوم - اُبودا

اولین سکونتگاه جایی که امروز بوداپست نامیده می‌شود مربوط به سلتی‌های اِراویسکی بوده که در قرن یکم میلادی توسط رومی‌ها مغلوب شدند. سلتی‌ها که تقریباً بیشتر فرادانوب را اشغال کرده بودند دو مرکز اصلی داشتند: یکی تپهٔ گلرت واقع در بودا و دیگری شهری در اُبودا به نام آک-اینک (به انگلیسی: Ak-Ink) به معنی «آب فراوان»، به این علت که در کنار چشمه‌های آب معدنی قرار داشت. بعد از ورود رومیان، این شهر که به آکوئینکوم معروف و مرکز پانونیای سفلی شد، دارای دو قسمت گردید یکی اردوگاه نظامی و دیگری بخش شهری. رومی‌ها در آنجا جاده، آمفی تئاتر، حمام و ویلاهای پیشرفته‌ای حتی با معیار امروزی ساختند. از نقاط جالب توجه معماری شهر می‌توان از خرابه‌های یک سیستم مجهز به گرمایش از کف، ارگ آبی، یک مجموعه گرمابهٔ قدیمی و آمفی‌تئاتری که با قطر ۹۰ متر و گنجایش ۱۲٬۰۰۰ تماشاچی از کولوسئوم بزرگتر بود، نام برد. آکوئینکوم در منطقهٔ اُبودا قرار دارد و کاوش‌های باستانشناسی زیادی در آن انجام گرفته و موزه آکوئینکوم در آن دایر است.
در قرن پنجم میلادی هونها به سرکردگی آتیلا، رومی‌ها را با جنگ‌های خونینی بیرون راندند. در زمان فرمانروائی، نام او لرزه بر اندام امپراتور روم شرقی و غربی می‌انداخت. پس از مرگ آتیلا به سال ۴۵۳، امپراتوری او به سرعت سقوط کرد و اقوام ژرمن و آوارها در این مکان و کنار دانوب ساکن شدند (دوران هجوم بربرها). خاقانات آوار در بین قرن شش و نه میلادی در پانونیا (مجارستان امروزی) چیره شدند. پس از سقوط آوارها و شکست امپراتوری مقدس روم در سال ۸۲۹ بلغارها در پانونیا چیره گشته و دو قلعهٔ روبروی هم در بودا و پشت بنا کردند که در شکل‌گیری بوداپست امروزی اثرگذار است. پس از آن هفت طایفهٔ مجار به رهبری آرپاد متحد شده و بلغارها را شکست دادند؛ بنابراین در دورهٔ مهاجرتها از دورانِ اواخرِ باستان تا سال ۸۹۶ سال (سال وطن‌گیری مجارها) اقوام زیادی در بودا و پشت سکنی کردند. در زمان ورودِ آنها، در واقع پانونیا به زمینی بلاصاحب بدل گشته و فقط تعداد پراکنده‌ای از آوارها در آن سکونت داشتند. تحقیقات و کاوش‌ها نشان از اقامت طایفهٔ آرپاد در جزیرهٔ چِپِل بر رود دانوب (نزدیک محل بوداپست امروزی) به عنوان مرکز فرماندهی‌اش دارد. باقی طوایف مجار اما در پانونیا پراکنده شدند. در زمان فرماندهی آرپاد، مجارستان (در حدود سال ۱۰۰۰ میلادی) یک دولت مسیحی به نام پادشاهی مجارستان با مرکزیت اولیهٔ شهر استرگم و پس از آن شهر سِکِش‌فِهِروار (قلعهٔ سفید) شد.

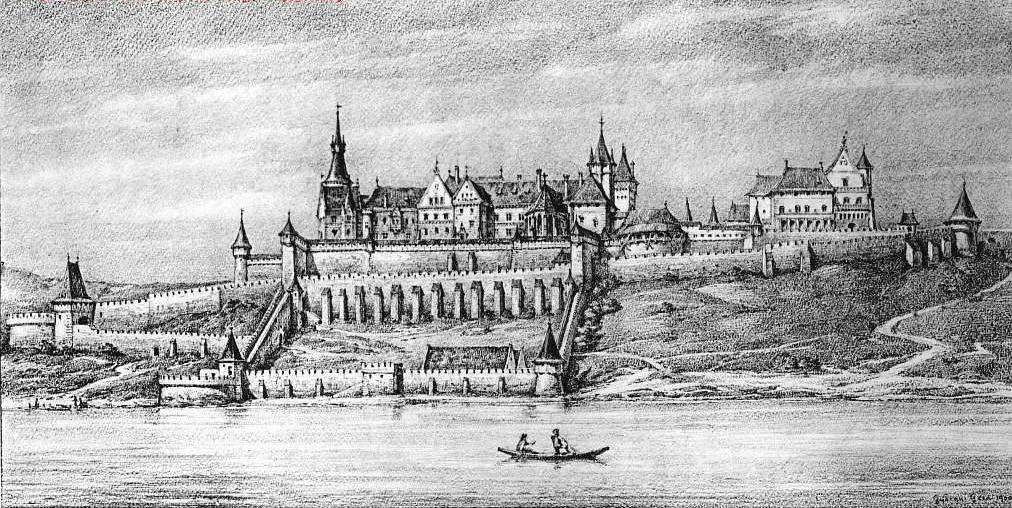
بودا در زمان ماتیاش- نقاشی از گزا دیوردیی

در قرن ۱۲ میلادی بودا و پشت به شُکر ساکنان والونیایی، فرانسوی و آلمانی رونق فراوان گرفت. پس از حملهٔ مغول به اروپا در سال‌های ‎ ۱۲۴۱–۱۲۴۲ بودا و پشت با خاک یکسان شده و ساکنان دو شهر قتل‌عام شدند. مهاجران آلمانی دو شهر را مجدداً احیا کرده و نام بودا را به اُفن (به آلمانی: Ofen به معنی کوره) به خاطر وجود غارهای آهکی زیاد در آن تغییر دادند. پس از حملهٔ مغولان به دستور بلای چهارم دیوارهای سنگی در اطراف شهر و قصر سلطنتی در بالای آن روی تپه‌های بودا برای دفاع از شهر ساخته و در سال ۱۳۶۱ بودا پایتخت مجارستان شد. اهمیت بودا از این زمان آغاز شد ولی اُبودا (بودای قدیم) همچنان یک شهر مهم باقی ماند مثلاً دومین دانشگاه مجارستان (پس از دانشگاه پچ) در اُبودا به سال ۱۳۹۵ پایه‌گذاری شد. بودا شاهد اوج رشد و شکوفایی هنر و فرهنگ در زمان پادشاهی ماتیاس کروینوس (‎۱۴۵۸–۱۴۹۰ میلادی) بود. در آن زمان رنسانسِ ایتالیا تأثیر زیادی بر بودا گذاشت. کتابخانهٔ‌ای (به لاتین: Bibliotheca Corviniana) که او در قرن ۱۵ تأسیس کرد دارای بزرگ‌ترین مجموعهٔ تاریخی، آثار فلسفی و علمی و بزرگ‌ترین پس از کتابخانه واتیکان بود. اولین کتاب در بودا در سال ۱۴۷۳ به چاپ رسید. اطراف سال ۱۵۰۰ میلادی بودا حدوداً ۵٬۰۰۰ نفر جمعیت داشت.
سلطان سلیمان به سال ۱۵۲۶ در نبرد موهاچ مجارها را شکست داده و سپاهیانش تا بودا و استرگم پیشروی کردند ولی نماندند. اشغال اصلی شهر در سال ۱۵۴۱ به مدت ۱۴۰ سال باعث پسرفت و ویرانی شهر شد. در کلِ مجارستانِ عثمانی، مکتب خانه (به ترکی:Mektep) جهت آموزش ابتدایی قرآن، مدرسه (به ترکی:Medrese) جهت دروس پیشرفته حوزوی، و مسجد (ساخته شده یا از کلیسا تبدیل شده) دایر بود. بیشترین تعداد مدرسه در بودا به تعداد ۱۲ برقرار بود. اگرچه اعمال دینی مسیحیت ممنوع نبود ولی نقل از نویسندهٔ قرن هفدهمی است که می‌گوید: «ترکها نه با زور که با استادی موفق (به بازگشت از دین) می‌شوند با فریب، مسیح را از قلب مردم بیرون برانند…». از طرفی مدارای نسبی عثمانی‌ها نسبت به مذهب باعث بقای پروتستانتیسم و کالوینیسم ضد حاکمان سرکوبگر کاتولیک هابسبورگ در مجارستان شد. علاوه بر اسلامِ سنی، جامعهٔ درویشان طریقهٔ بکتاشیه، علوی و مولویه نیز رونق داشت. خانقاه گل بابا در بودا با جایگاهی برای ۶۰ درویش بکتاشی توسط بیگلربیگی بودین (بودا) در نزدیکی اردوگاه ینی‌چری ساخته شد. توربت (türbe) او در ناحیه ۲ بوداپست محل زیارتی و توریستی است. عثمانی‌ها بیش از ۷۵ حمام در دورهٔ اشغال ساختند که حمام روداش (به مجاری: Rudas fürdő) اولین آن‌ها در نزدیکی تپهٔ گلرت در بودا امروزه نیز به کار می‌رود. پس از محاصرهٔ بودا (۱۶۸۴) که ناموفق ماند، لشکرکشی دیگری دو سال بعد برای نفوذ به بودا انجام گرفت و نیروهای مسیحی سرانجام موفق به آزاد کردن بودا شدند. در نهایت جنگ اتحاد مقدس ‎۱۶۸۳–۱۶۹۹، پس از ۱۵ سال به مغلوب شدن امپراتوری عثمانی منجر و به موجب پیمان کارلویتز در صربستان بخش اعظم مجارستان، بوسنی و هرزگوین و کرواسی به امپراتوری هابسبورگ واگذار شد.

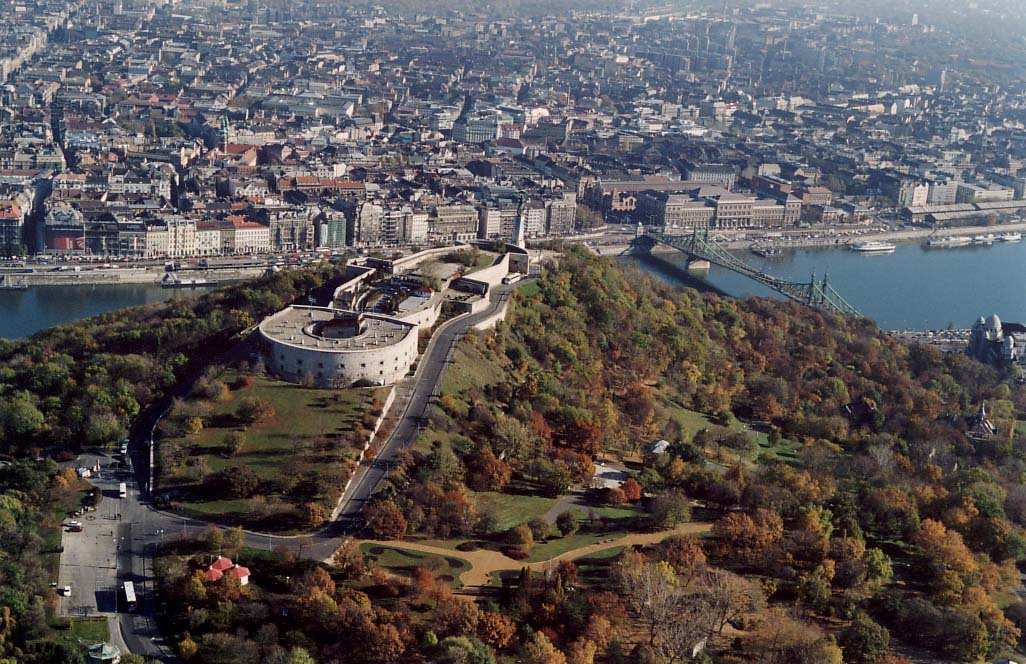
سیتادلا روی تپهٔ گلرت

پس از تَرکِ عثمانی‌ها در ۱۶۸۶ بودا و پشت به زندگی بازگشته و ساکنان جدید آلمانی، صرب، یونانی و بالکانی وارد دو شهر شدند. در سال ۱۷۷۷ به دستور ماریا ترزا دانشگاه کاتولیک پازمانی از شهر ترناوا به قلعهٔ بودا منتقل شد. یوزف دوم با از بین بردن بیشی از قوانین مذهبی، تغییرات بزرگی در دوران زمامداری خود پیش آورد که موجب خالی شدن بسیاری ساختمان‌های تحت امر کلیسا شد و او توانست ساختمان‌های دولتی زیادی را به پِشت منتقل کند. در ابتدی قرن هجدهم جمعیت پشت از ۲٬۵۰۰ به ۲۰٬۰۰۰ نفر تا آخر قرن رسید. در قرن هجدهم شکل بودا و پشت بیشتر به شهرهای کوچک باروک می‌ماند با چندین کلیسا.

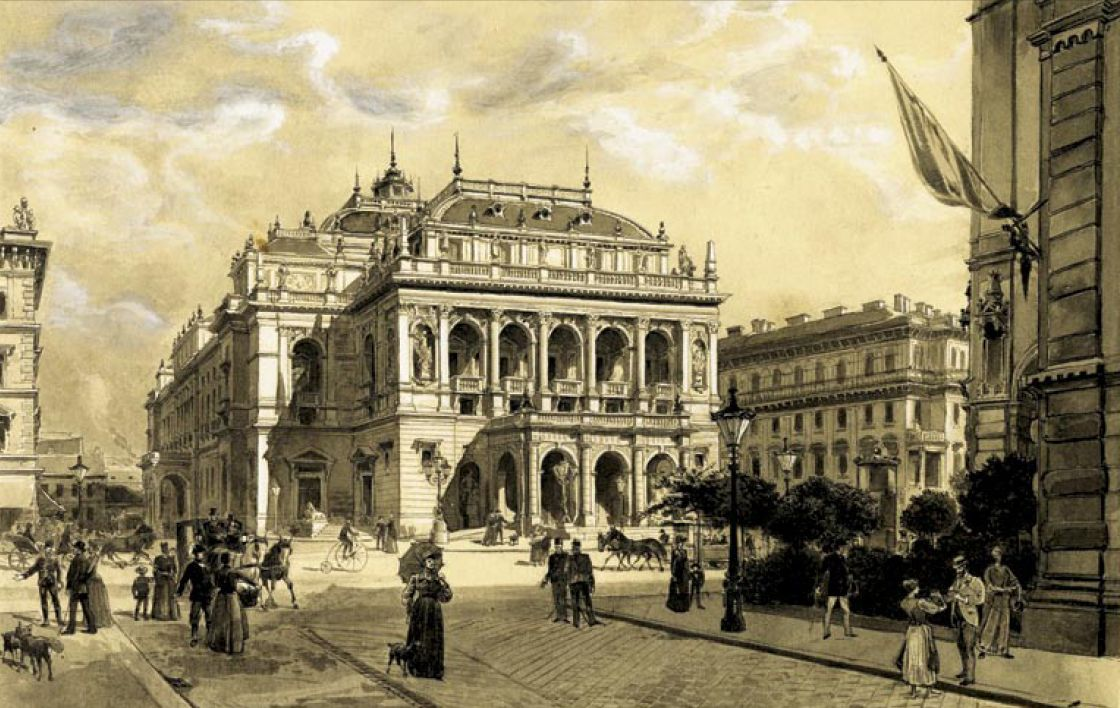
تالار اپرای بوداپست - ساخت در زمان امپراتوری اتریش-مجارستان

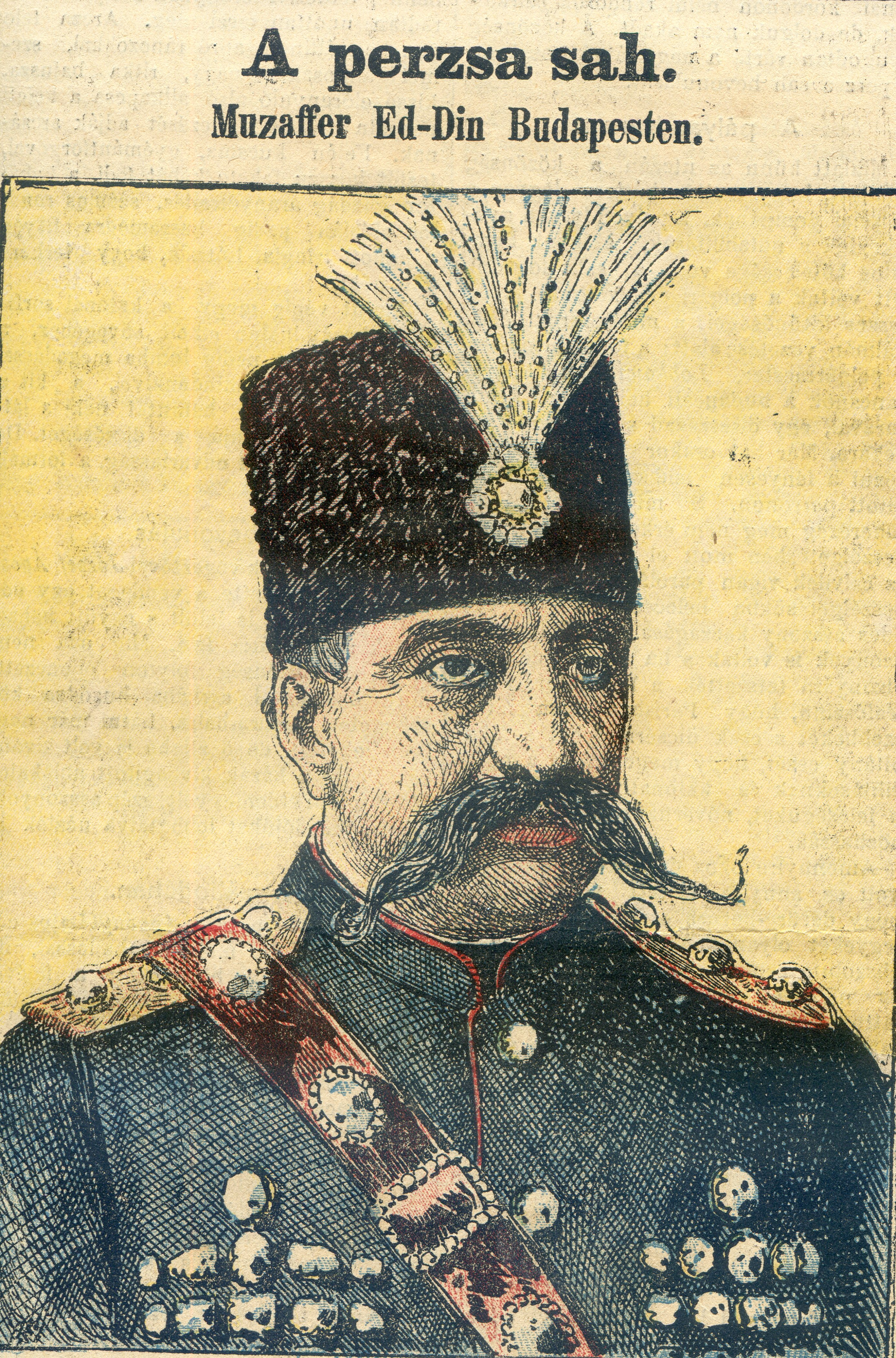
مظفرالدین شاه در بوداپست - (Pesti Újság) روزنامهٔ پِشتی ۲۵ سپتامبر ۱۹۰۰

در قرن نوزدهم پشت تبدیل به مرکز جنبش‌های اصلاحی به رهبری ایشتوان سِچِنْیی شد. ایده‌های او برای ترقی در ساخت پلی نمادین به نام پل رنجیر (۱۸۴۹) تجلی پیدا کرد، به علاوهٔ برنامه‌های توسعه از قبیل قانونمند کردن ترافیک، منظم کردن خیابان‌ها و خیلی برنامه‌های دیگر. از ابتدای قرن نوزده پشت کم‌کم تبدیل به مرکز سیاسی، فرهنگ و اقتصاد شد. بودا و پشت در انقلاب ‎۱۸۴۸–۱۸۴۹ صحنهٔ تظاهرات و جنگی جدایی طلبانه با امپراتوری اتریش بود، در این هنگام لیبرال‌های افراطی به رهبری لایوش کشوت مجلس را به اکثریت خود درآوردند و پاتوق انقلابیون، کافه پیلواکس (به مجاری: Pilvax kávéház) نیز محل بحث‌ها و طرح‌های ضد حکومت می‌شود. شاندور پتوفی چهرهٔ اصلی جوانان انقلابی در پشت که به «جوانان مارس» معروف بودند دو اثر مهم در این زمان منتشر کرد: ترانه میهنی و اصول دوازده‌گانه انقلاب (خواست آزادی در بیان و پایان سانسور مطبوعات و غیره). انقلاب اما به شکست منتهی شد و لایوش باتیاتی رئیس اولین دولتی که مجارها تأسیس کرده بودند را در پِشت تیرباران کردند. پس از پیروزی، اتریشی‌ها برای ممانعت از شورش‌های بعدی، دژی روی تپهٔ گلرت به نام سیتادلا ساختند که از هر طرف با توپ آمادهٔ شلیک باشد و کل شهر را زیر کنترل بگیرد. پس از آن اقدامهایی به رهبری فرنتس دئاک جهت استقلال صورت گرفت که نتیجهٔ آن سازش اتریشی-مجارستانی شد. در پی آن بودا و پشت به عنوان پایتخت دوقلوهای پادشاهی دوگانهٔ اتریش-مجارستان به‌طور روزافزون تا پیش از جنگ جهانی اول رو به توسعه بودند. در سال ۱۸۷۳ از الحاق (اُ) بودا و پشت شهر بوداپست رسماً شکل گرفت. دیْولا آندراشی، نخست‌وزیر در سال‌های ۱۸۷۰ شروع به بازسازی شهر به شیوه‌های نوین از مدل پاریس کرد، ازجمله می‌توان اشاره کرد به: بلوار بزرگ (به مجاری: Nagy Körút)، خیابان آندراشی که به میدان قهرمانان و پارک شهر منتهی می‌شود، تالار اپرا و متروی شمارهٔ ۱ بوداپست در زیر خیابان آندراشی به مناسبت هزارمین سالگرد ورود مجارها (۸۹۶) به جلگهٔ پانونیا (مجارستان).

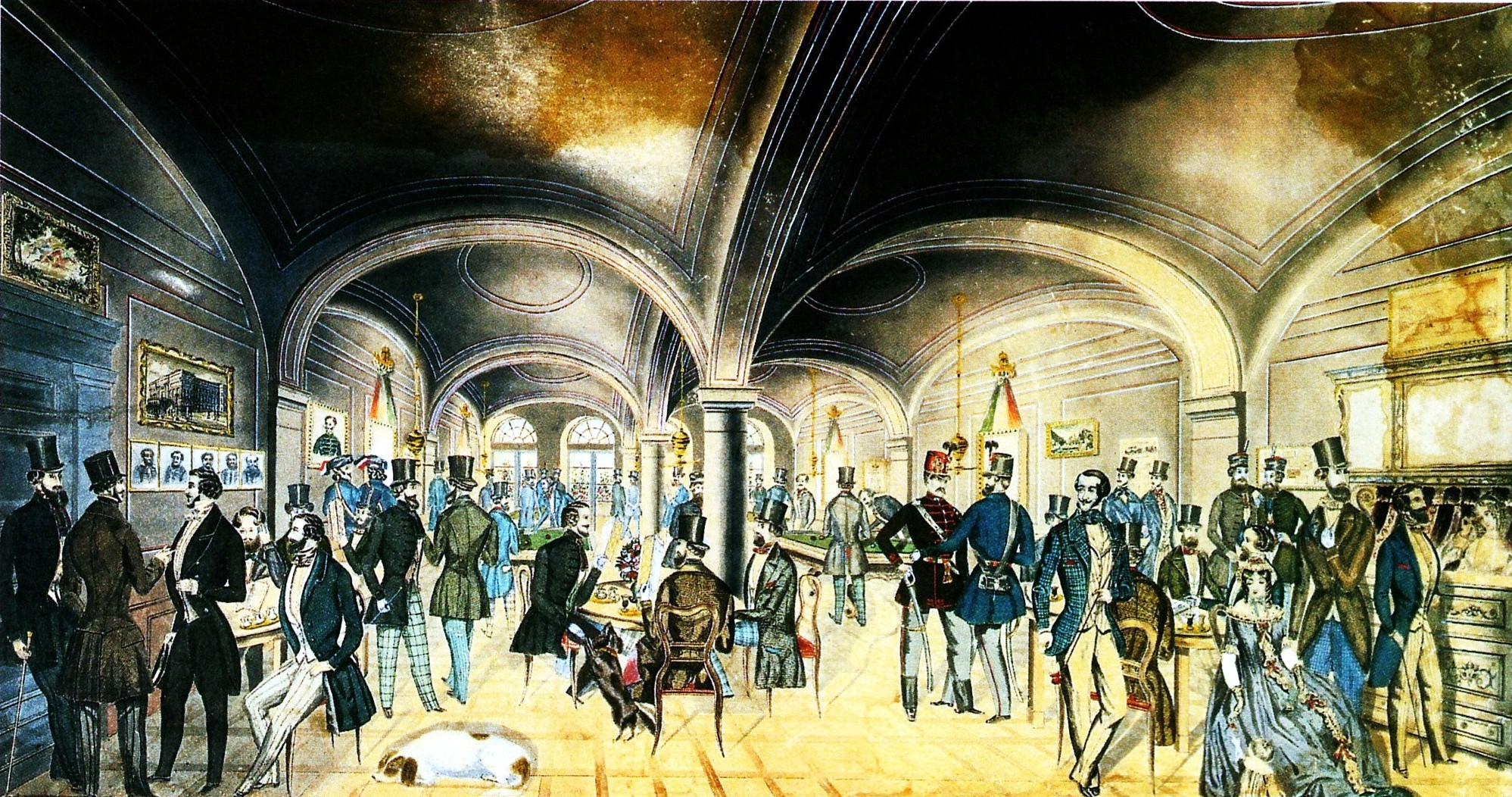
کافه پیلواکس پاتوق انقلابیون ۱۸۴۸ - نقاشی از یوژف پریسلر

در نیمهٔ دوم قرن نوزده میرزا محمد علی محلاتی (ملقب به حاج سیاح) با کشتی از روی دانوب گذشته و در شرح سفرش اشاره‌ای به پل زنجیر و زیبایی منظره از دانوب دارد. ناصرالدین شاه نیز در سومین سفرش در ۱۸۸۹ از چندین نقطهٔ شهر دیدن کرده و تحت تأثیر پیشرفت بوداپست و زیبایی‌هایش شرح مفصلی از آن ارائه می‌کند. مظفرالدین شاه نیز در سال ۱۹۰۰ دو بار به بوداپست سفر کرد.

### قرن بیستم

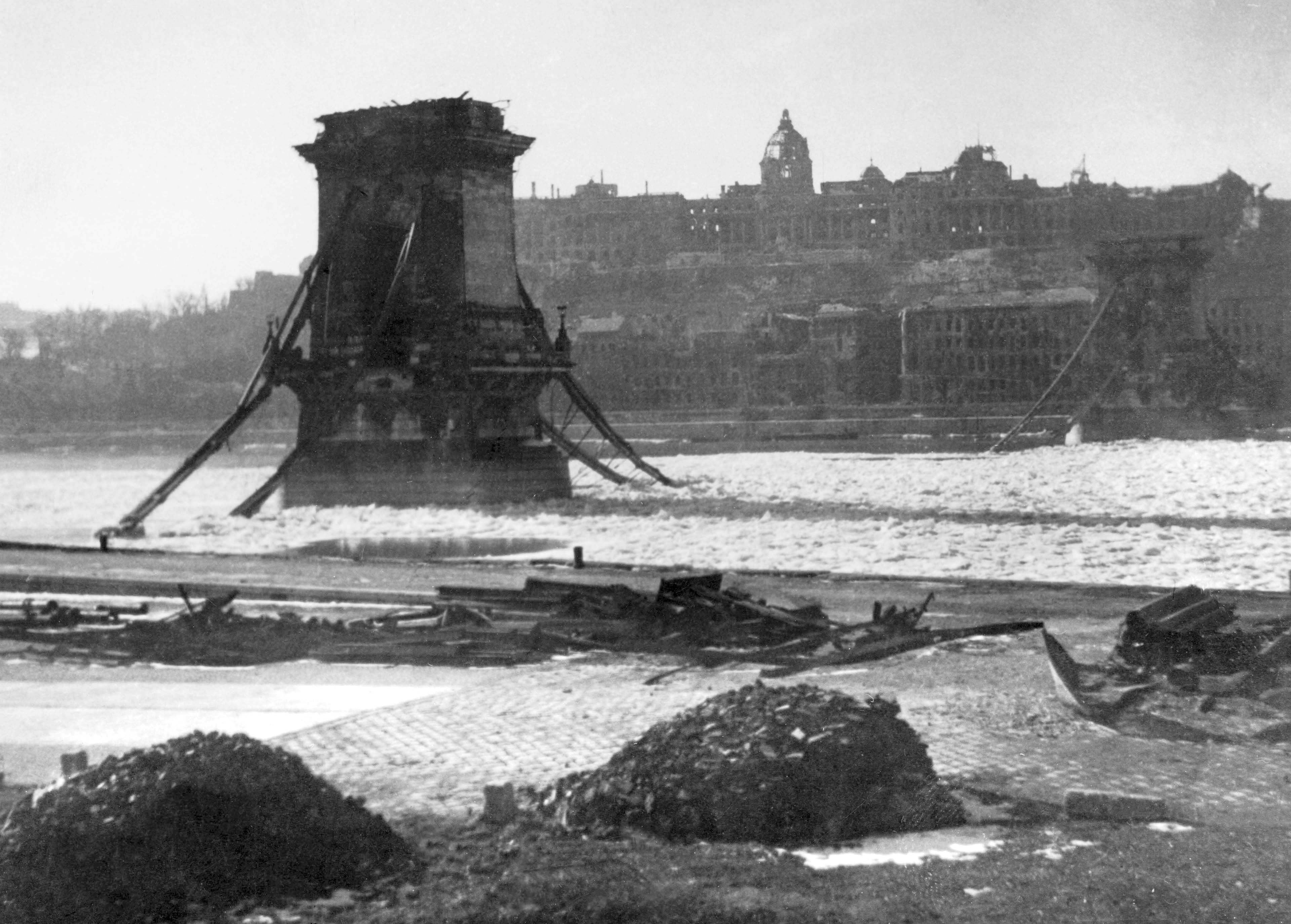
ویرانه‌های پل زنجیر و قلعه بودا پس از جنگ جهانی دوم (۱۹۴۶)

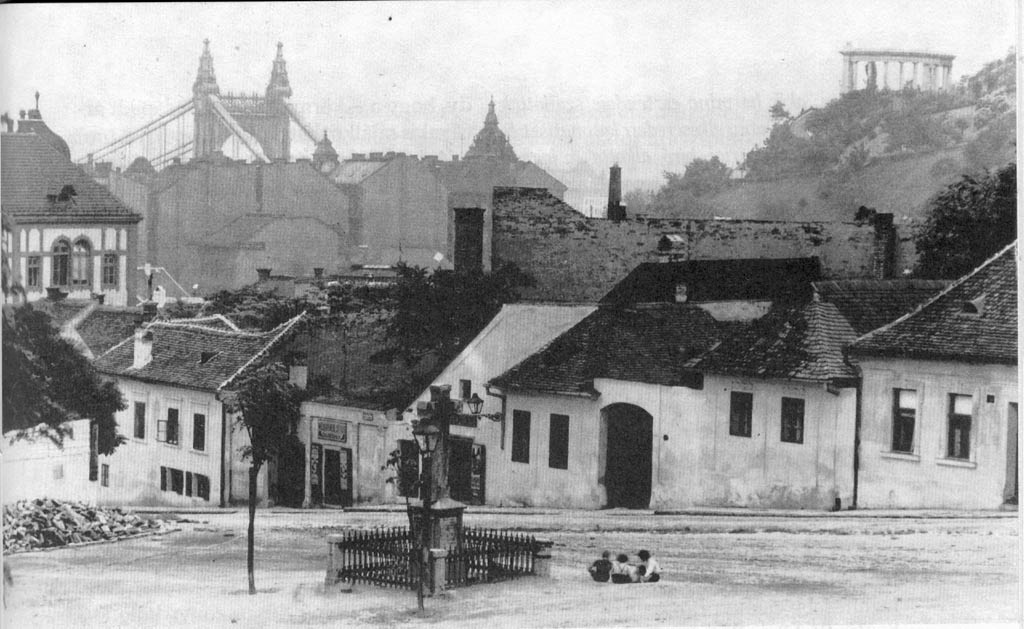
محلهٔ تابان قبل از تخریب (۱۹۰۵) - میدان صلیب (Kereszt tér)

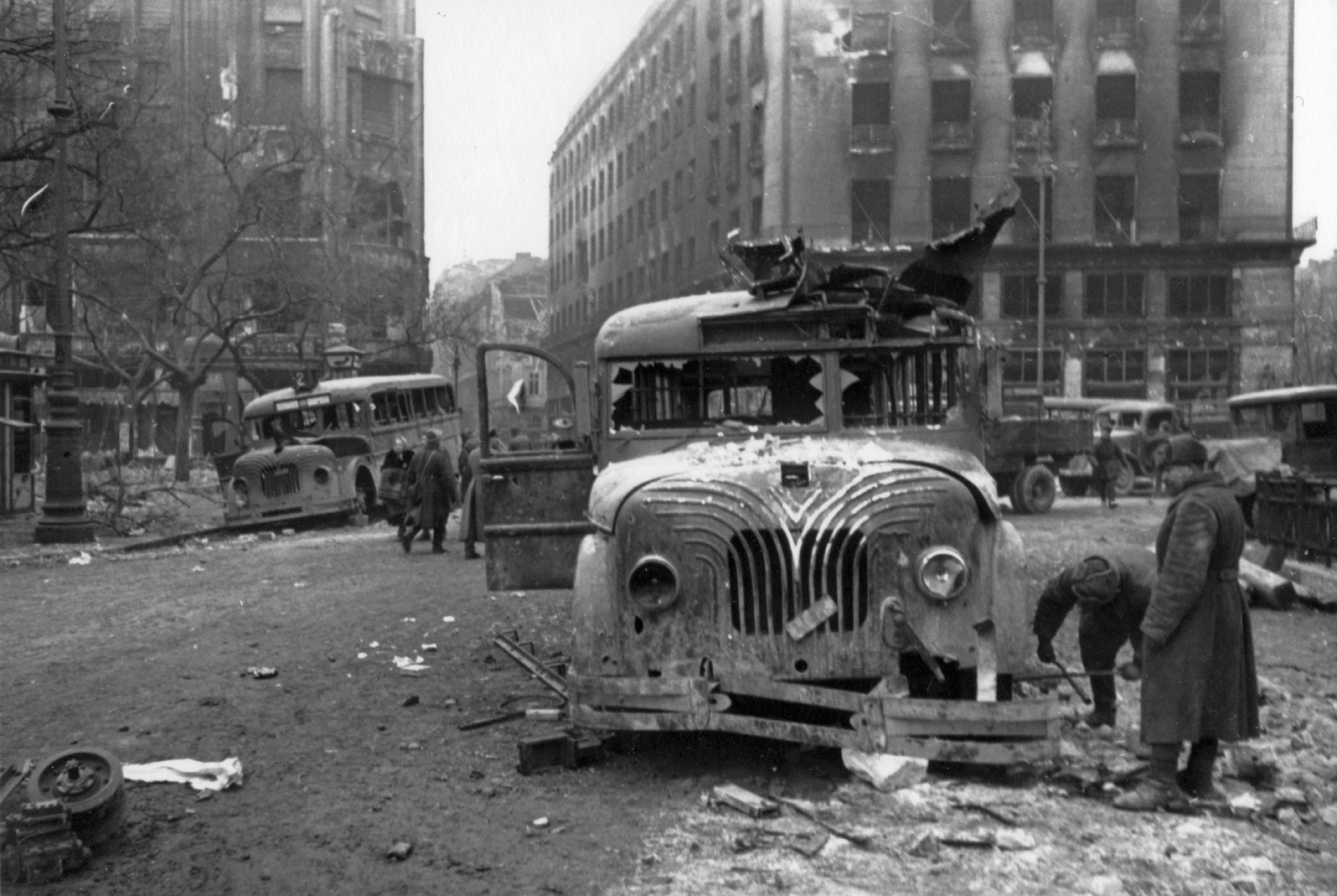
میدان دئاک فرنتس، روبرو خیابان دئاک فرنتس (در زمان محاصرهٔ بوداپست)

در ابتدای قرن بیستم روند صنعتی شدن و شکوفایی فرهنگی باسرعت بیشتری رو به افزایش بود، به عنوان نمونه سال ۱۹۰۵ کار ساخت پارلمان مجارستان به مناسبت جشن هزارمین سال ورود مجارها به جلگهٔ پانونی به پایان رسید که سومین پارلمان بزرگ جهان است و همین‌طور بین ‎۱۹۰۹–۱۹۱۰ چراغ برق برای معابر عمومی تأمین شد. وقایع بعدی اما همچون جنگ جهانی یکم، جمهوری شورایی مجارستان و پیمان صلح تریانون باعث توقف توسعه در شهر و کل کشور شد. وقتی سرانجام امپراتوری اتریش-مجارستان در جنگ جهانی یکم شکست خورد، برای ادارهٔ کشور یک نایب‌السلطنه -میکلوش هورتی-برگزیده‌شد. به موجب پیمان تریانون دو سوم خاک و حدود نیمی از جمعیت مجارستان ار دست رفت. در دههٔ ۳۰ جمعیتی که از نقاط مختلف کشور جدا شدند، حدود یک میلیون به مجارستان فرار کردند که باعث کمبود مسکن شد تا جایی که بعضی مردم در بوداپست در ایستگاه‌ها و واگن‌های قطار زندگی می‌کردند. راه حل‌هایی در این زمینه اتخاذ شد من جمله ساخت مناطق مسکونی دولتی و محلاتی مثل وکرله (از قبلِ جنگ) نیز راهگشا بودند. در تب و تاب پروژه‌های شهر سازی و ساخت مسکن بین سال‌های ‎ ۱۹۳۳–۱۹۳۶، تابان (به مجاری: Tabán)، منطقهٔ دباغ خانه‌های قدیم از زمان عثمانی در زیر قلعهٔ بودا را که آن موقع دیگر صرب‌نشین شده بود تخریب کردند. ایدهٔ ساخت مدرن‌ترین شهرک مسکونی در آنجا هم با فرارسیدن جنگ جهانی دوم به فراموشی سپرده شد، چنانچه امروز کل منطقه به جز تعدادی اندک خانه، همه به پارک تبدیل شده‌است.

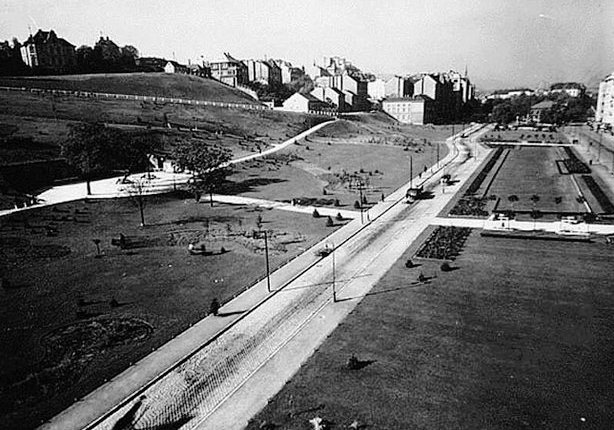
تابان پس از تخریب

در جریان جنگ جهانی دوم ارتش مجارستان به نیروهای محور پیوست. بعد از شکست سختی در کنار رودخانه دُن دولت هورتی شروع به مذاکره برای تسلیم به نیروهای متفقین کرد. در ۱۹ مارس ۱۹۴۴ در نتیجه این سیاست دوگانه ارتش آلمان، مجارستان را اشغال، دولت هورتی را ساقط و یک دولت دست‌نشانده نازی را به ریاست فرنتس سالاشی از حزب صلیب پیکان جایگزین کرد. در پی محاصرهٔ بوداپست به مدت دو ماه خیلی از مناطق شهر از جمله قلعه، پل زنجیر و پارلمان تخریب شدند و در ۱۹۴۴ میلادی شوروی مجارستان را اشغال کرد. در عرض دو ماه بیش از صد هزار نفر جان خود را در بمباران، قتل‌عام نازی‌های مجار و سربازان شوروی از دست داد. رودیون مالینوفسکی، فرماندهٔ ارتش شوروی صد هزار نفر از نظامیان بوداپست را جمع‌آوری کرده و به اردوگاه‌های کار شوروی فرستاد. تاریخدانان تعداد تجاوز سربازان شوروی به زنان و دختران جوان بوداپستی را از پنج هزار تا ۲۰۰٬۰۰۰ بر اساس شواهد مختلف گزارش کرده‌اند. ولی همه در این متفق‌القول هستند که کمینه به ۱۰درصد زنان بوداپست تجاوز شده‌است. برخلاف جامعهٔ یهودیان شهرستانها، در بوداپست اکثر آنان بیش از ۷۰٬۰۰۰ نفر با کمک رائول والنبرگ شانس زنده ماندن داشتند. پس از جنگ، مجارستان زیر نظر روس‌ها به یک جمهوری مورد نظر کمونیست‌ها به نام جمهوری خلق مجارستان بدل گردید که تا سال ۱۹۸۹ ادامه داشت. شوروی تأثیر قابل ملاحظه‌ای بر مناسبات سیاسی مجارستان گذاشت از جمله دولت کمونیست مجارستان ساختمان قلعه را نماد فساد «رژیم سابق» قلمداد کرده و در دههٔ ۵۰ دست به تخریب زیادی در نمای داخلی و خارجی آن زد تا مناسب یک مرکز فرهنگی (۳ موزه و کتابخانهٔ ملی) شود.
در ۲۳ اکتبر ۱۹۵۶ تظاهرات دانشجویی در بوداپست برای اصلاحات دموکراتیک شکل گرفت. تظاهرکنندگان ایستگاه رادیویی بوداپست را تسخیر کرده و در خواست‌هایشان را از آنجا بیان کردند که شروع انقلاب ۱۹۵۶ مجارستان شد. تظاهرات تا ۱۰ نوامبر ادامه پیدا کرد و نهایتاً توسط نیروهای شوروی سرکوب شد. در طی آن ۲٬۵۰۰ مجار و ۷۰۰ نیروی شوروی کشته شدند و ۲۰۰٬۰۰۰ نفر به اروپای غربی و آمریکا پناهنده گردیدند. دستگیری‌های جمعی از ۱۹۵۷ شروع شده و یانوش کادار به عنوان رهبر جدید انتصاب شد. از دههٔ ۶۰ تا ۸۰ کادار توانست رفاه نسبی برای مردم فراهم کند و تا حدودی ویرانی‌های جنگ را بازسازی کند. از اقدامات او در این دوره بازسازی پل اِرژِبِت، ساخت خط ۲ و ۳ متروی بوداپست بود. در آن دوره مجارستان به طنز شادترین کشورِ بلوک شرق با سوسیالیزم گولاش شناخته می‌شد. در دههٔ ۸۰ جمعیت بوداپست به ۲٫۱ میلیون می‌رسید. در سال ۱۹۸۷ قلعهٔ بودا و چشم‌انداز ساحل دانوب در مرکز شهر به میراث جهانی یونسکو اضافه شد.
با فروافتادن پردهٔ آهنین در ‎۱۹۸۹–۱۹۹۰، مجارستان در دههٔ آخر قرن بیستم دستخوش تغییرات سیاسی اصلی شد. از جمله اولین تغییرات ظاهری البته، جمع‌آوری یادبودهای کمونیسم بود که به پارک مجسمه‌های بوداپست منتقل شد. در سال ۲۰۰۲ خیابان آندراشی (شامل خط ۱ مترو، میدان قهرمانان و پارک شهر) به میراث جهانی یونسکو اضافه شد.

## خواهر خوانده

### شهرهای خواهرخوانده تاریخی
| - ۱۹۹۲ نیویورک (ایالات متحده آمریکا) - ۱۹۹۰ فورت وورث، تگزاس (ایالات متحده آمریکا) - ۲۰۱۳ شانگهای (چین) - ۲۰۰۵ پکن (چین) - ۲۰۱۵ تهران (ایران) | - ۱۹۹۲ برلین (آلمان) - ۱۹۹۰ فرانکفورت (آلمان) - ۱۹۹۰ وین (اتریش) - ۱۹۹۲ لیسبون (پرتغال) | - ۱۹۸۹ تل‌آویو (اسرائیل) - ۱۹۹۴ زاگرب (کرواسی) - ۱۹۹۵ سارایوو (بوسنی) - ۲۰۰۸ فلورانس (ایتالیا) |

### شرکا در سراسر جهان
| - ۲۰۱۰ پراگ (جمهوری چک) - ۱۹۹۱ روتردام (هلند) - ۲۰۰۵ ورشو (لهستان) - ۲۰۰۵ کراکوف (لهستان) - ۲۰۰۷ بانکوک (تایلند) - ۲۰۰۹ جاکارتا (اندونزی) | - ۱۹۹۴ دائجون (کره جنوبی) - ۱۹۹۳ ناپل (ایتالیا) - ۱۹۸۵ استانبول (ترکیه) - ۱۹۸۵ ازمیر (ترکیه) - ۲۰۱۰ غازی عینتاب (ترکیه) - ۲۰۱۵ آنکارا (ترکیه) | - ۲۰۰۹ تهران (ایران) - ۲۰۰۹ صوفیه (بلغارستان) - ۲۰۰۰ ویلنیوس (لیتوانی) - ۱۹۹۷ کوشیتسه (اسلواکی) - ۱۹۹۳ لووف (اوکراین) |

## نگارخانه

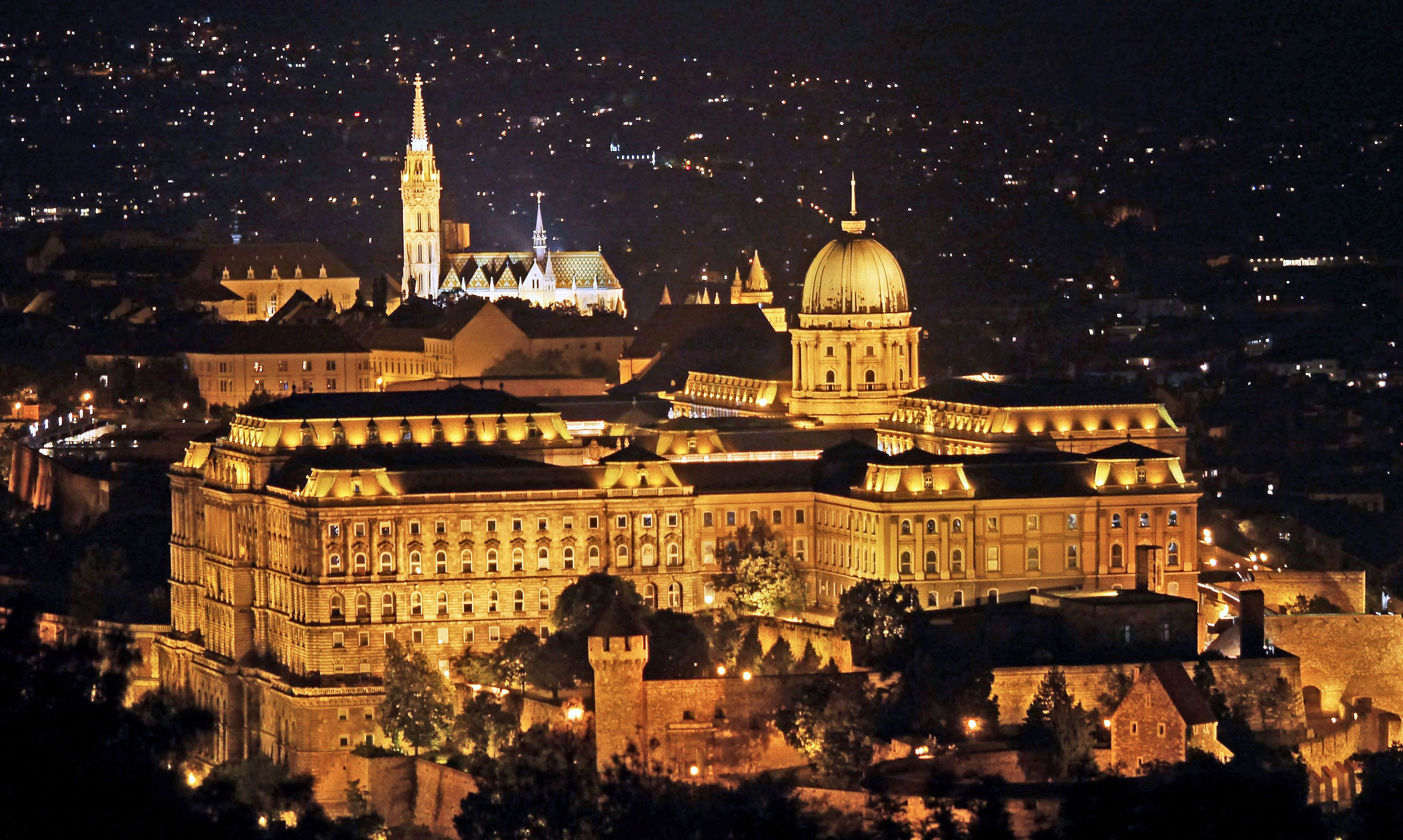
قلعه بودا
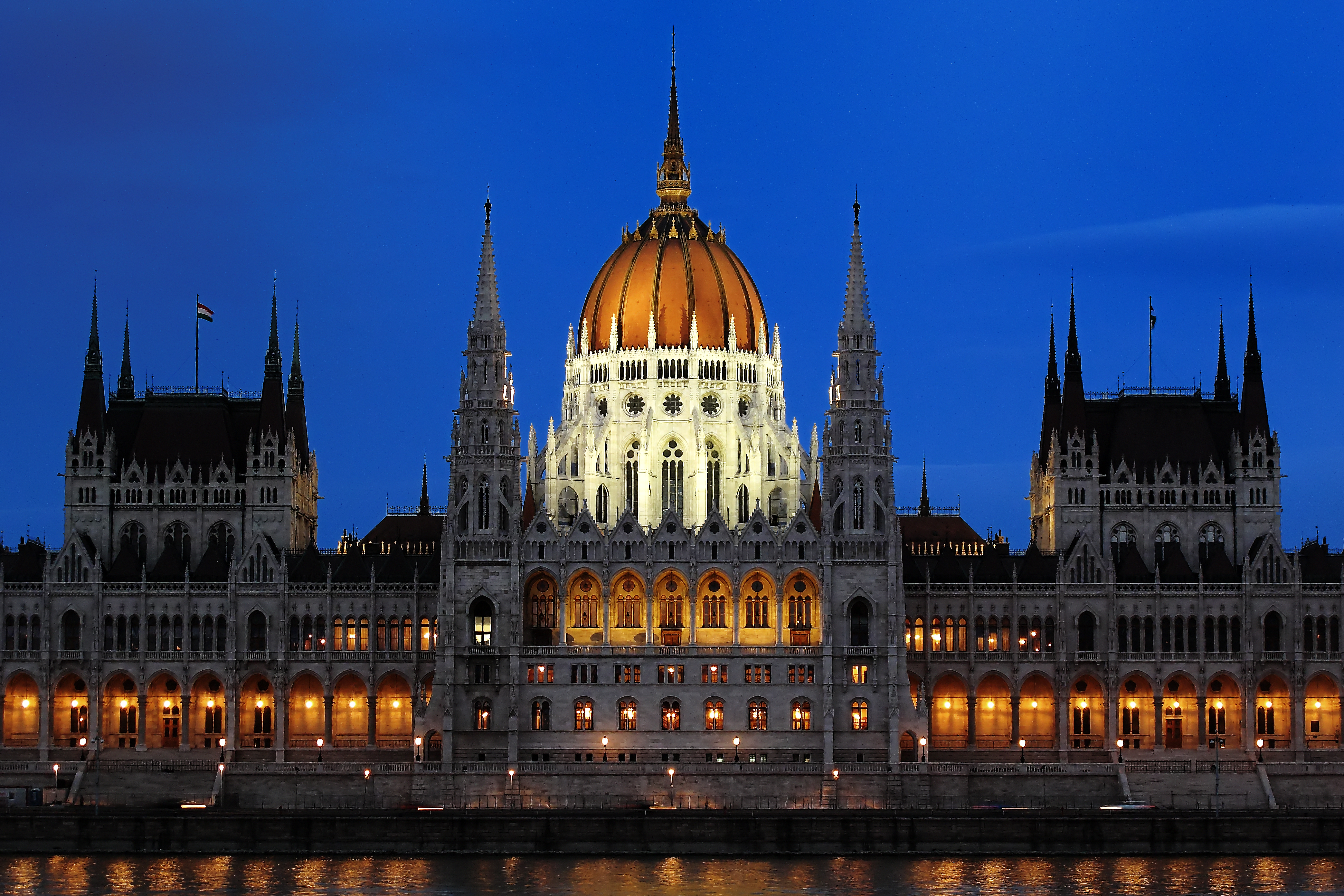
ساختمان پارلمان مجارستان
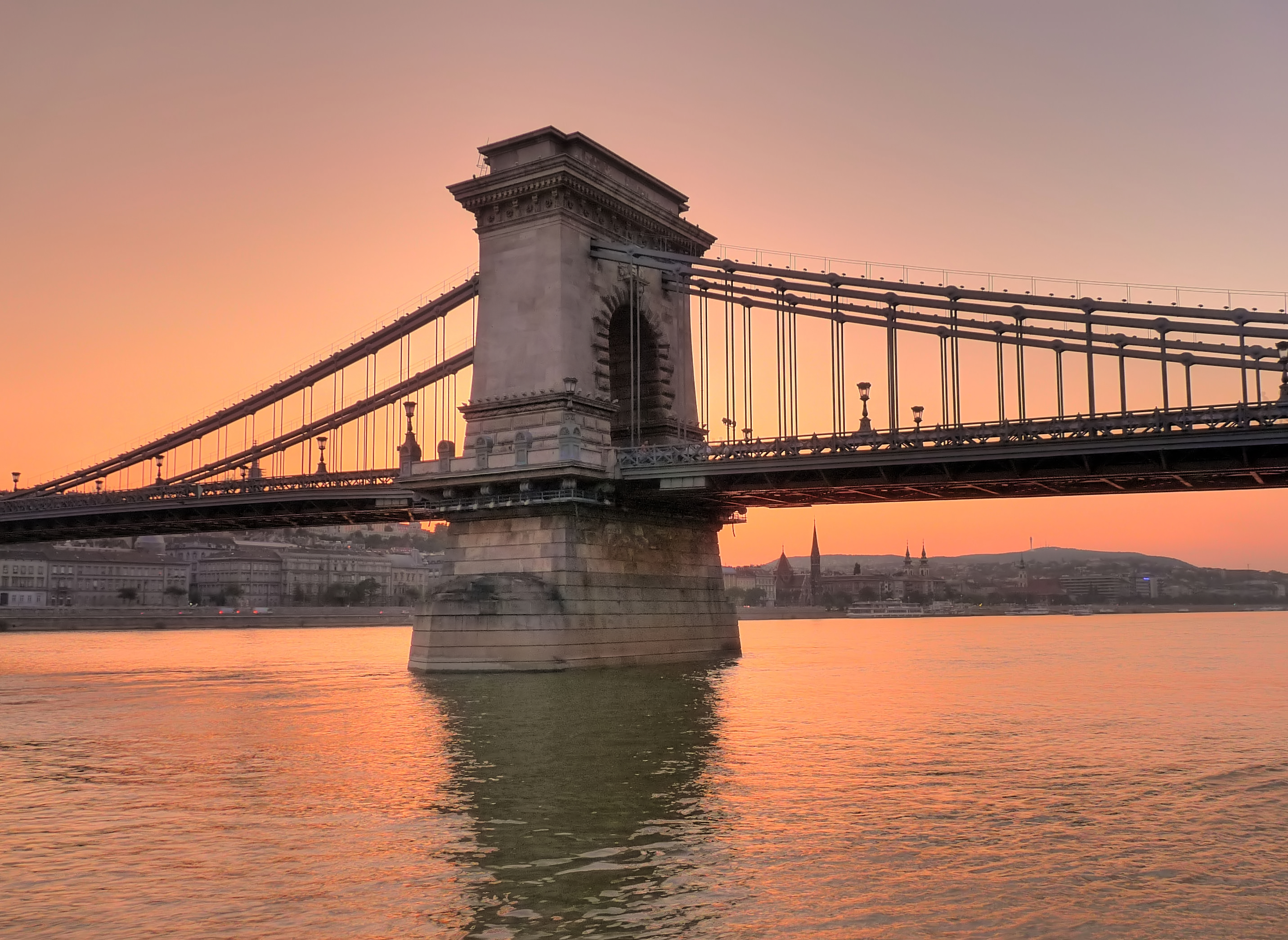
پل زنجیر
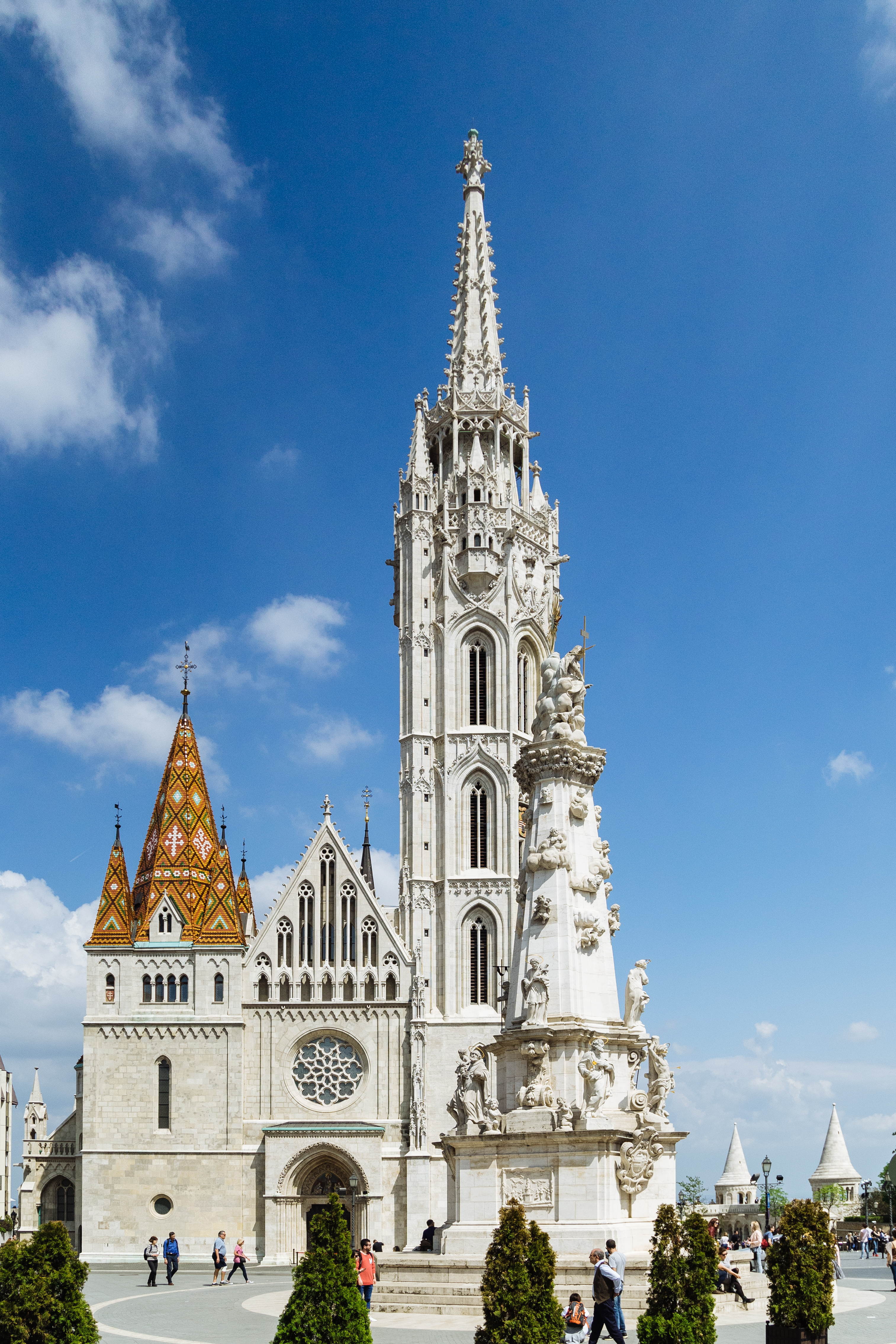
کلیسای ماتیاش
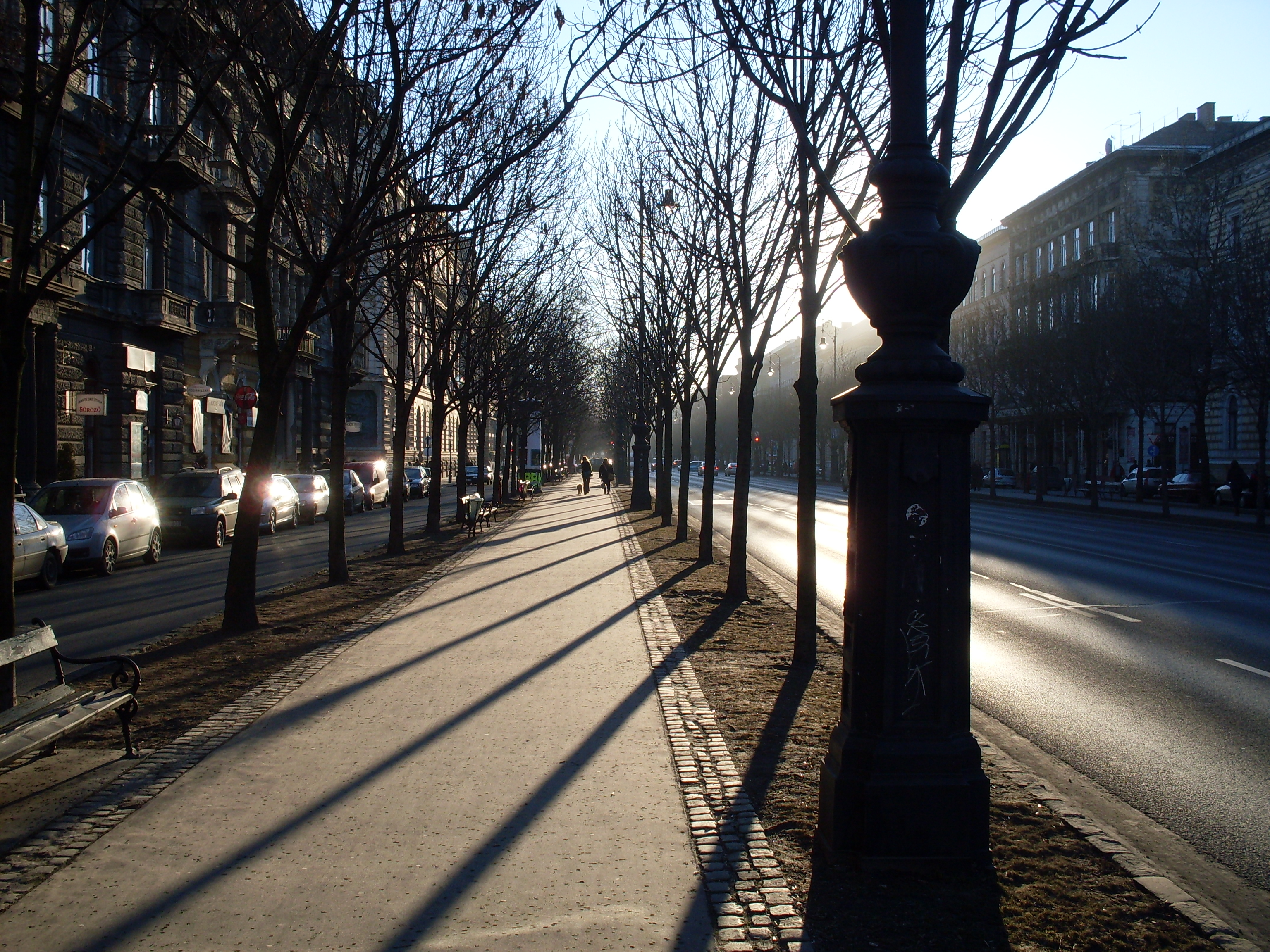
خیابان آندراشی میراث جهانی یونسکو
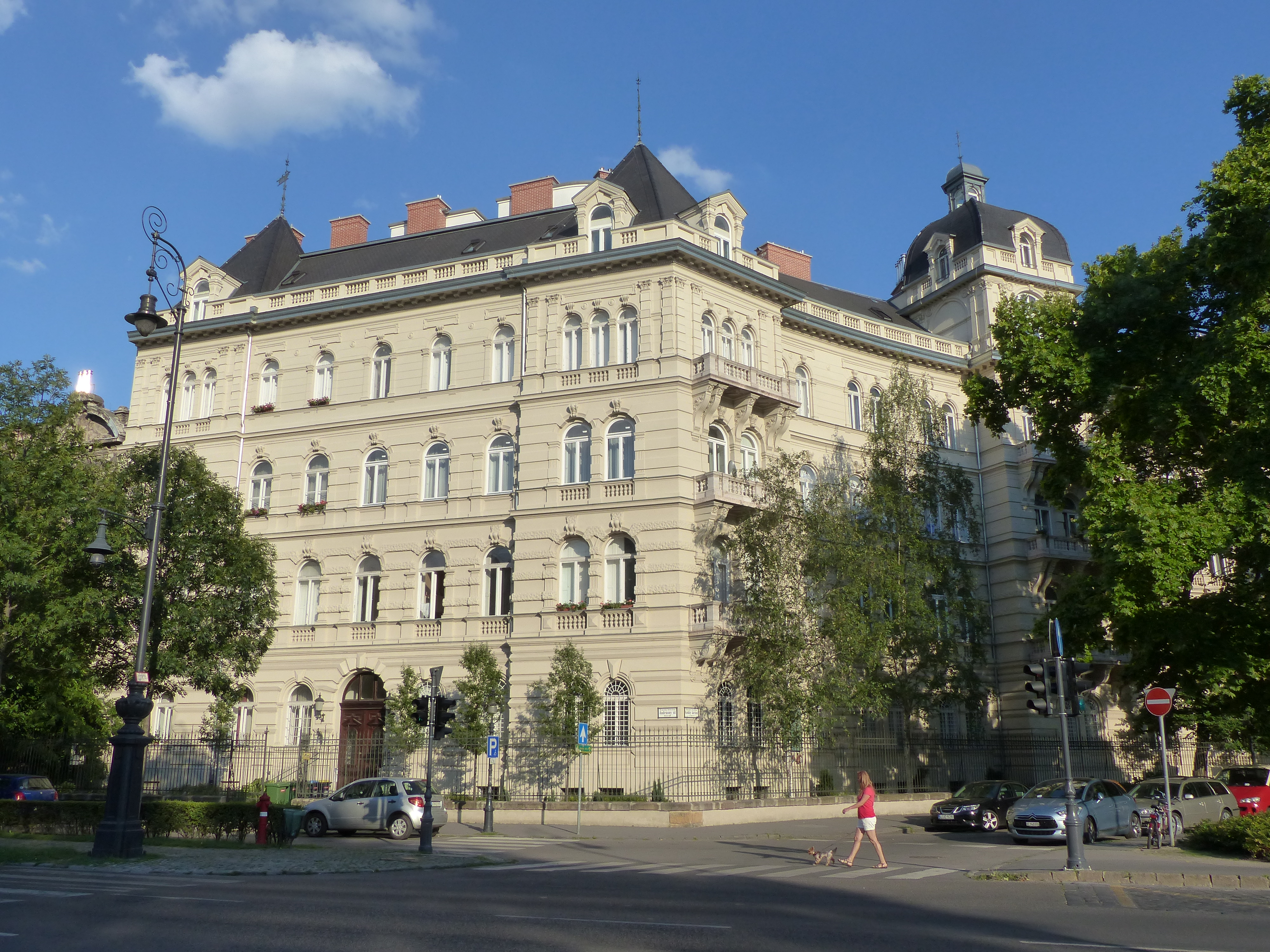
خیابان آندراشی شمارهٔ ۸۷
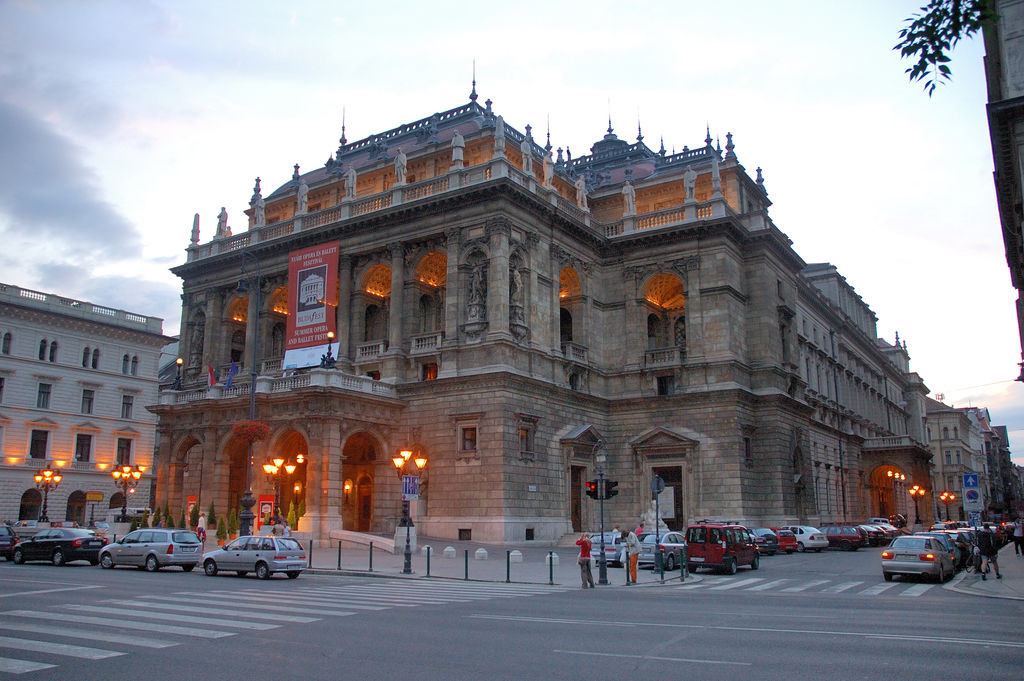
تالار اپرای ملی
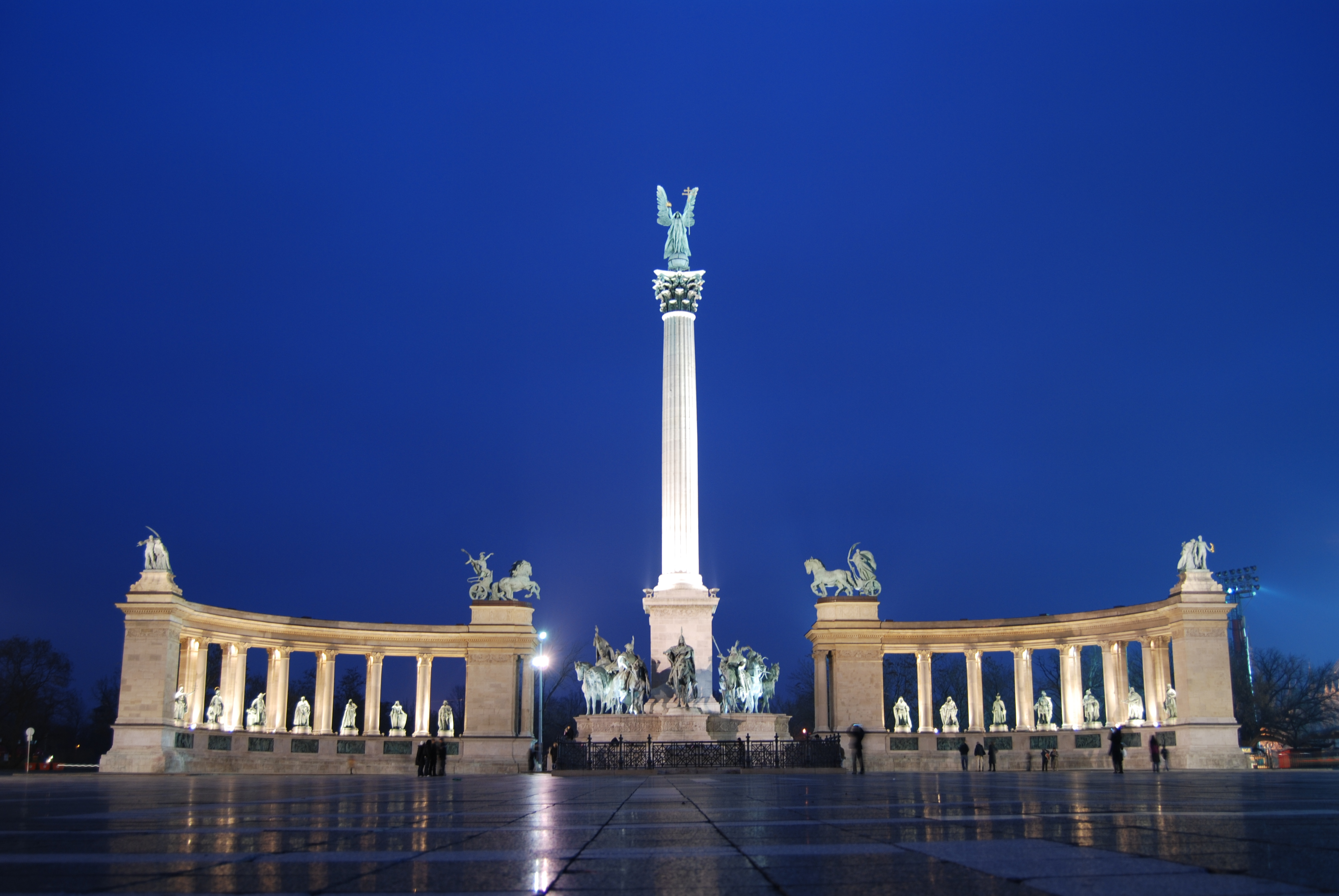
میدان قهرمانان
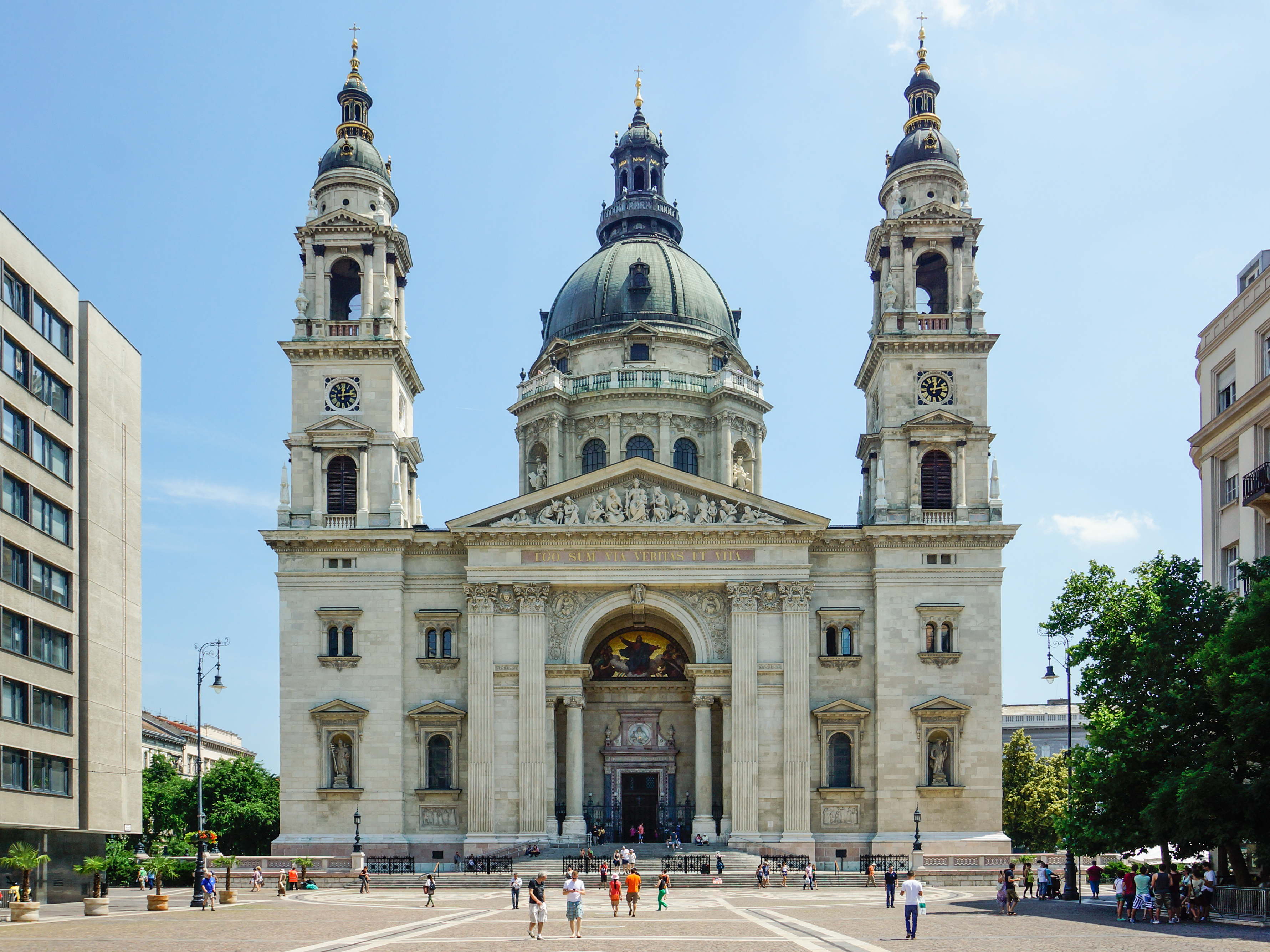
باسیلیکای سنت استفان
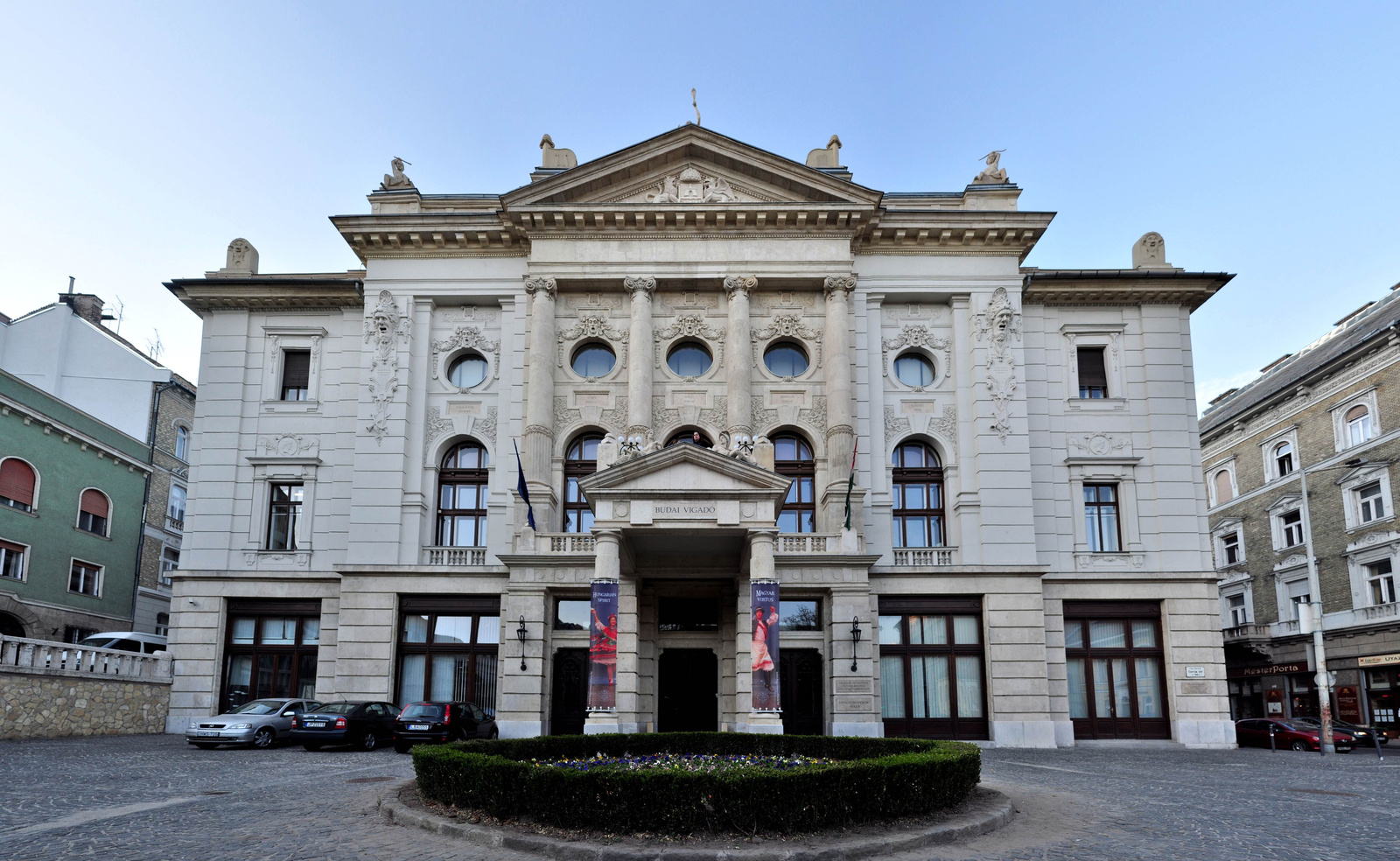
خانهٔ فولکلور بودا (Hagyományok Háza)
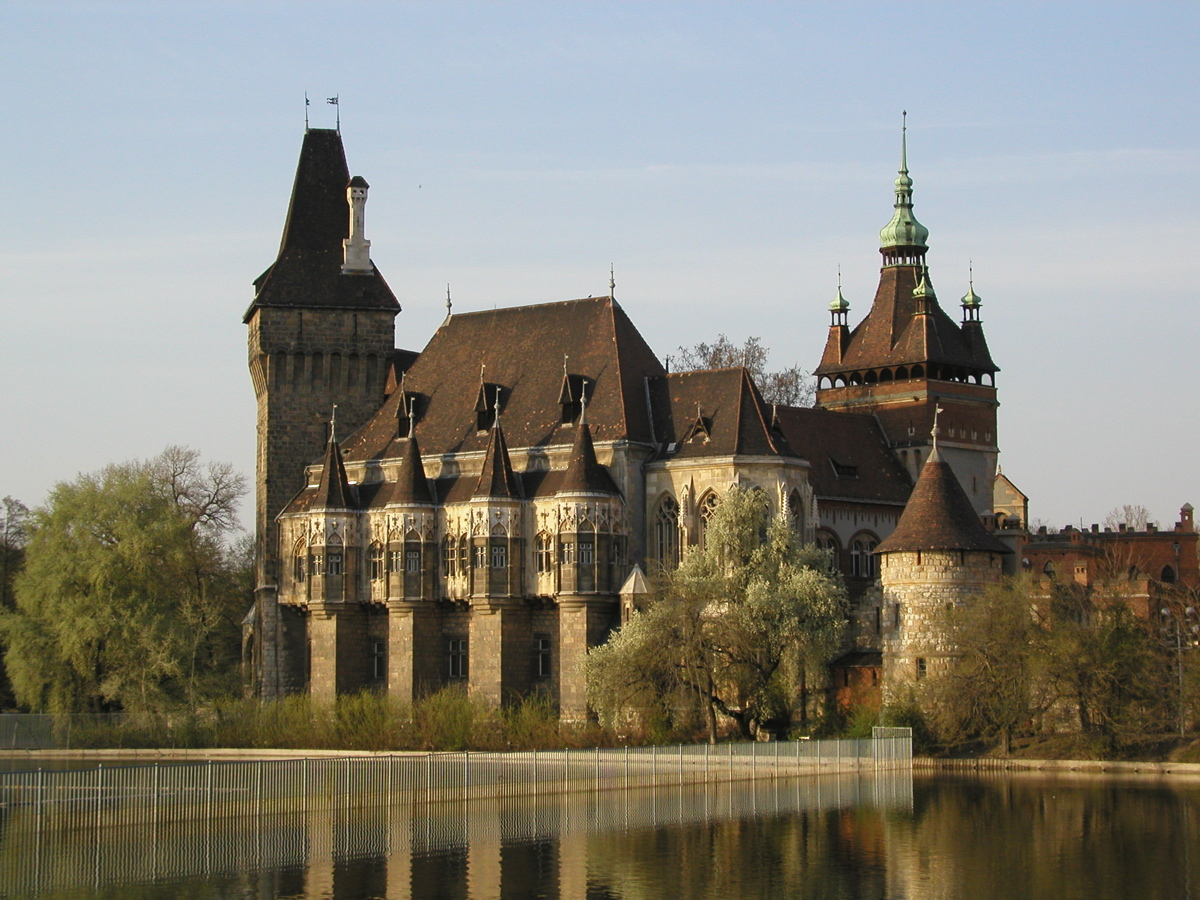
قلعهٔ وایداهونیاد
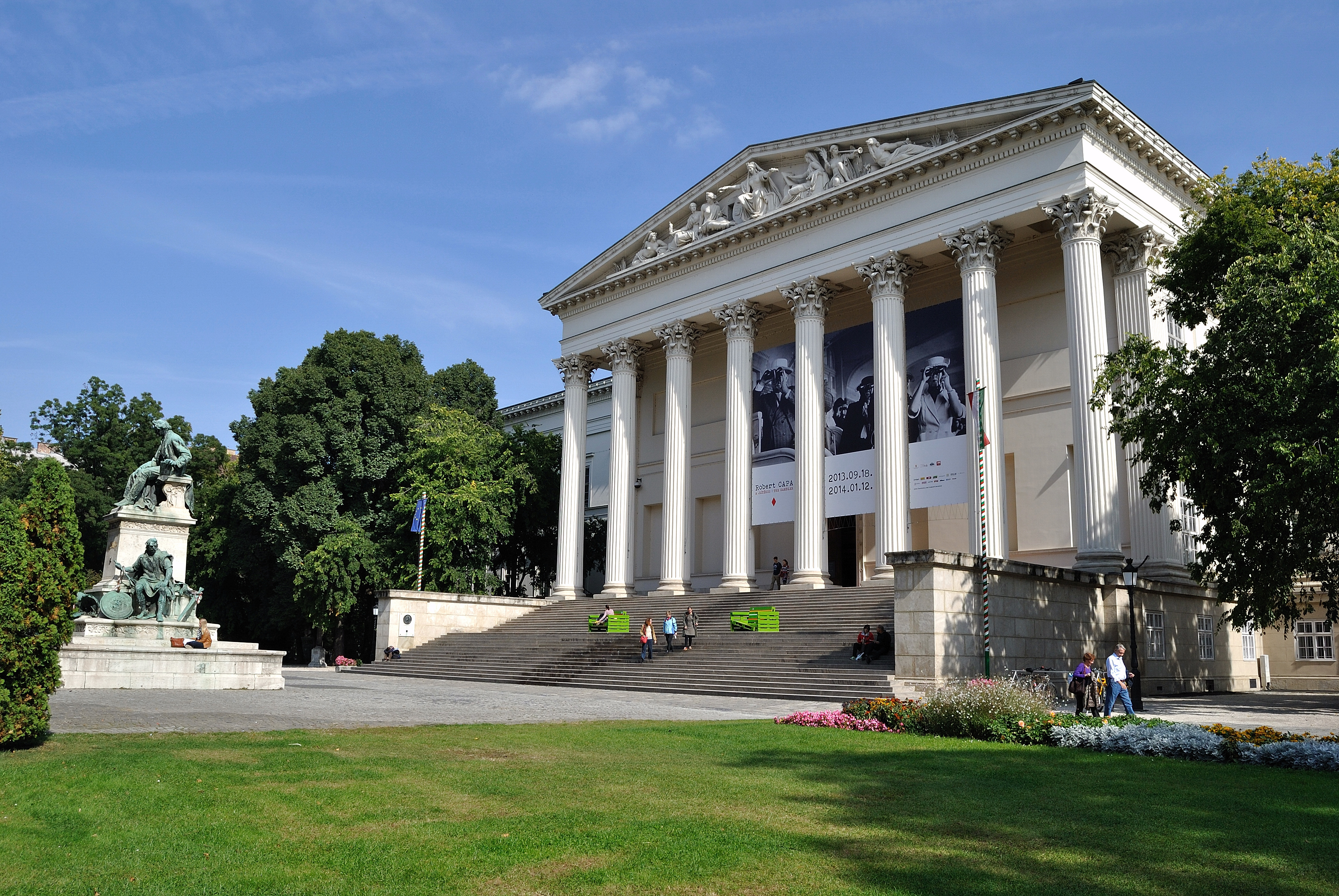
موزه ملی
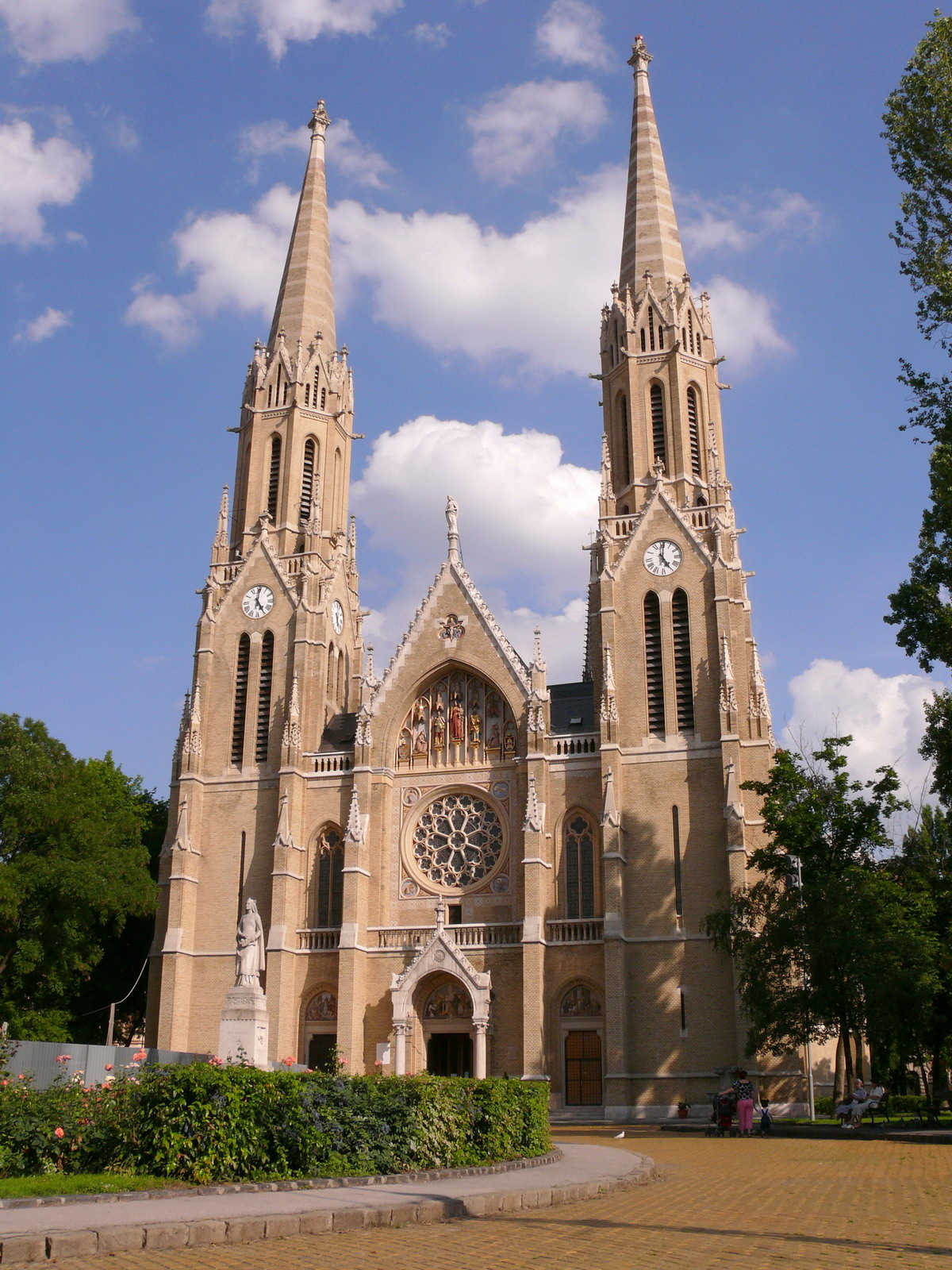
کلیسای سنت ارژبت
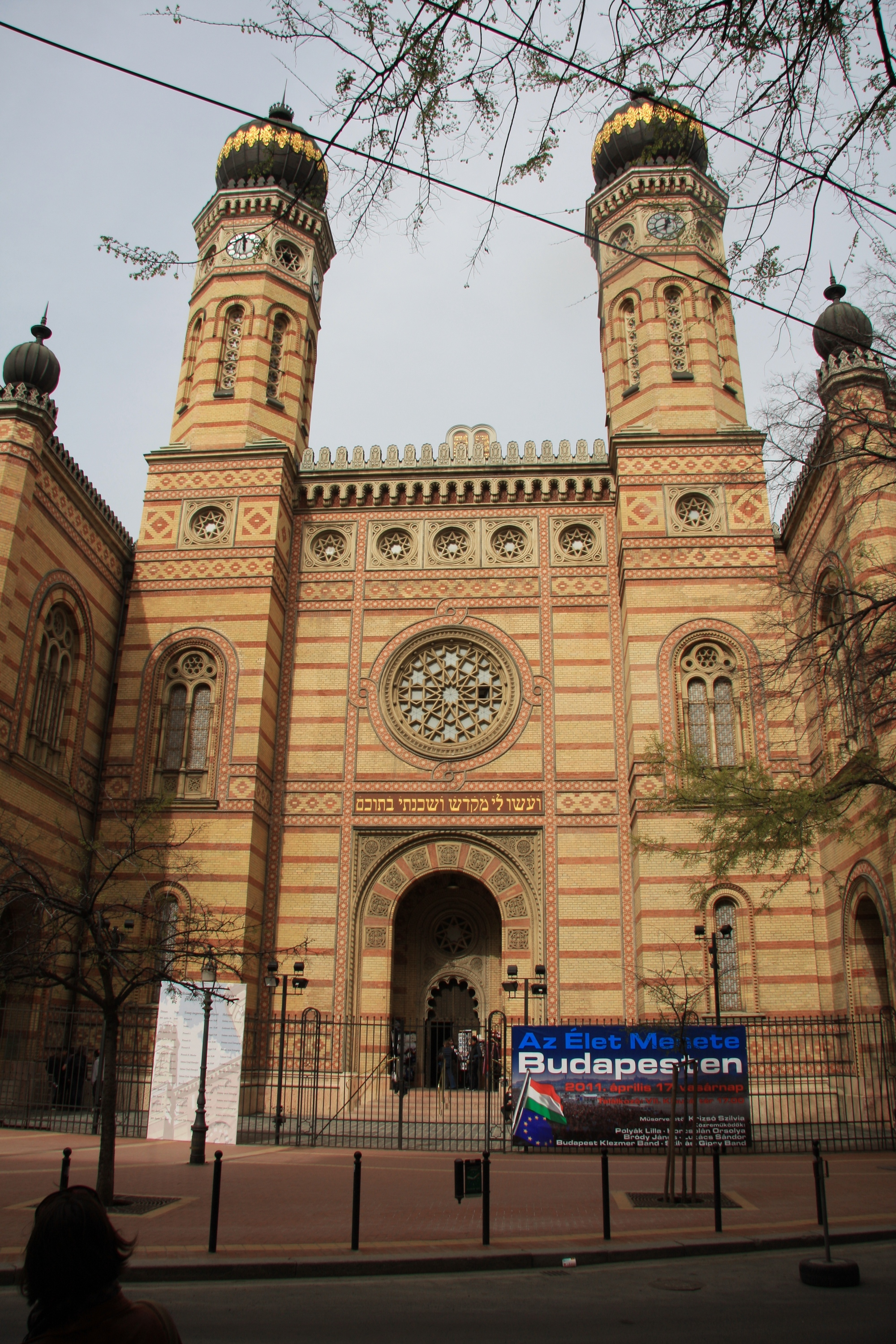
کنیسهٔ خیابان دوهانی
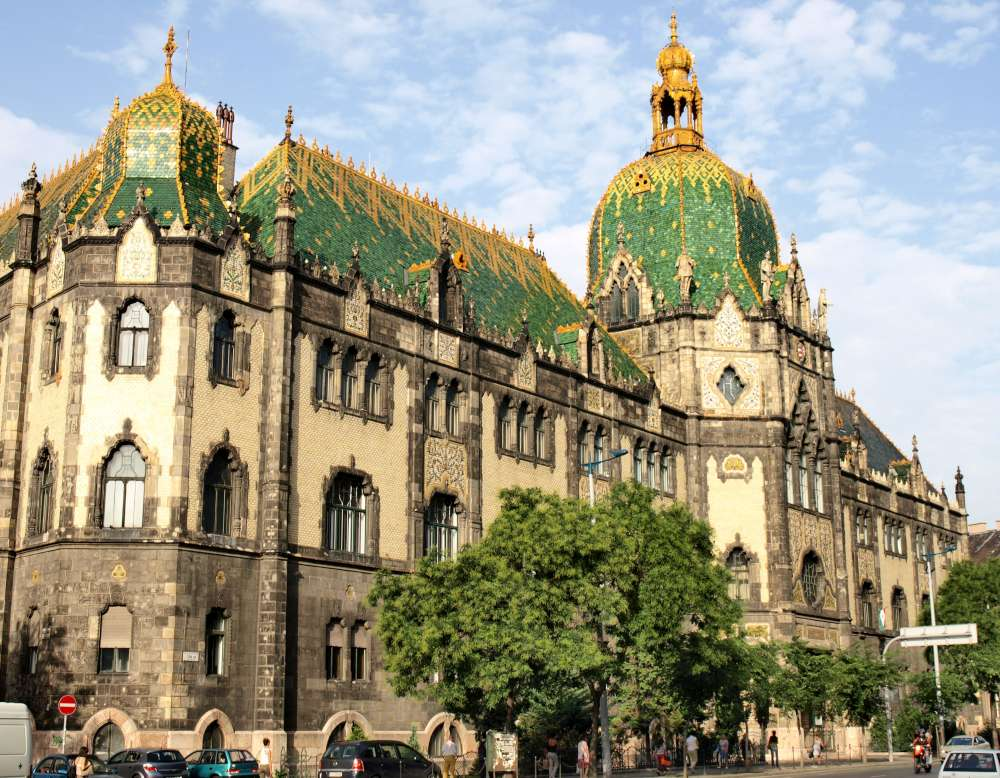
موزه هنرهای کاربردی (Iparművészeti múzeum)
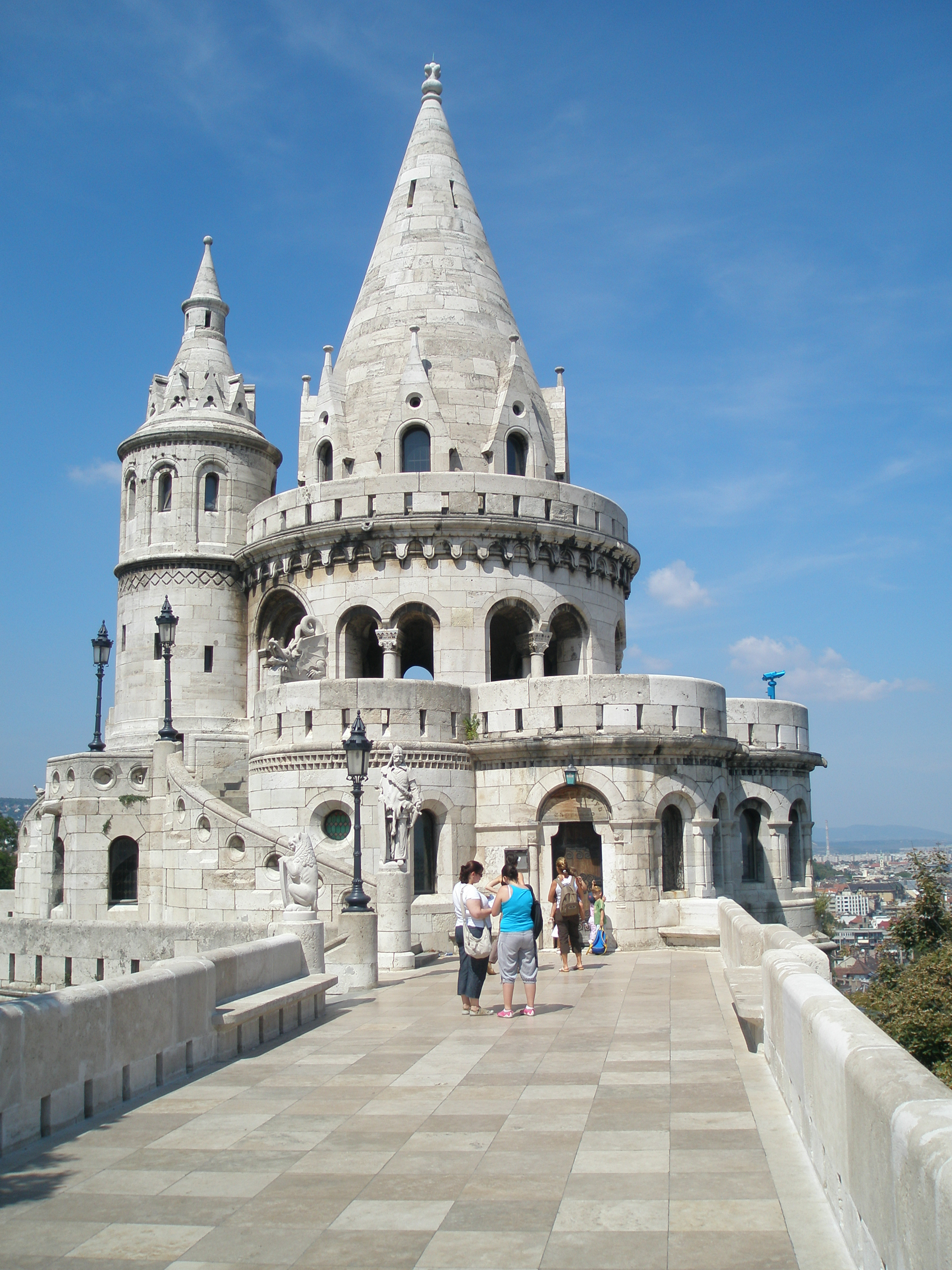
قلعه ماهیگیر
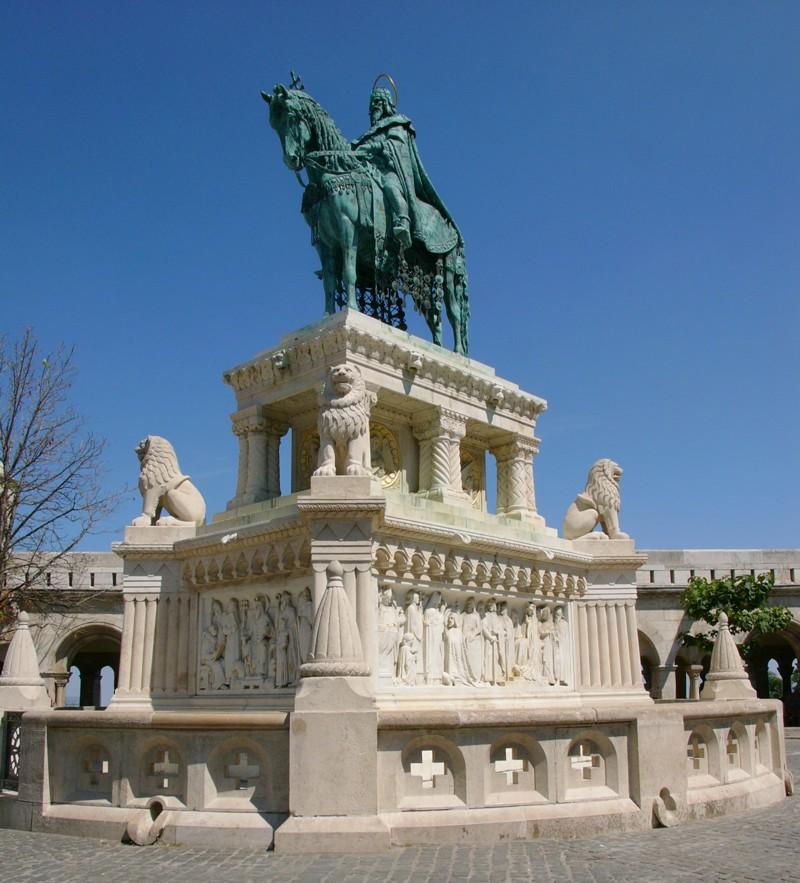
مجسمهٔ سِنت ایشتوان در قلعه بودا
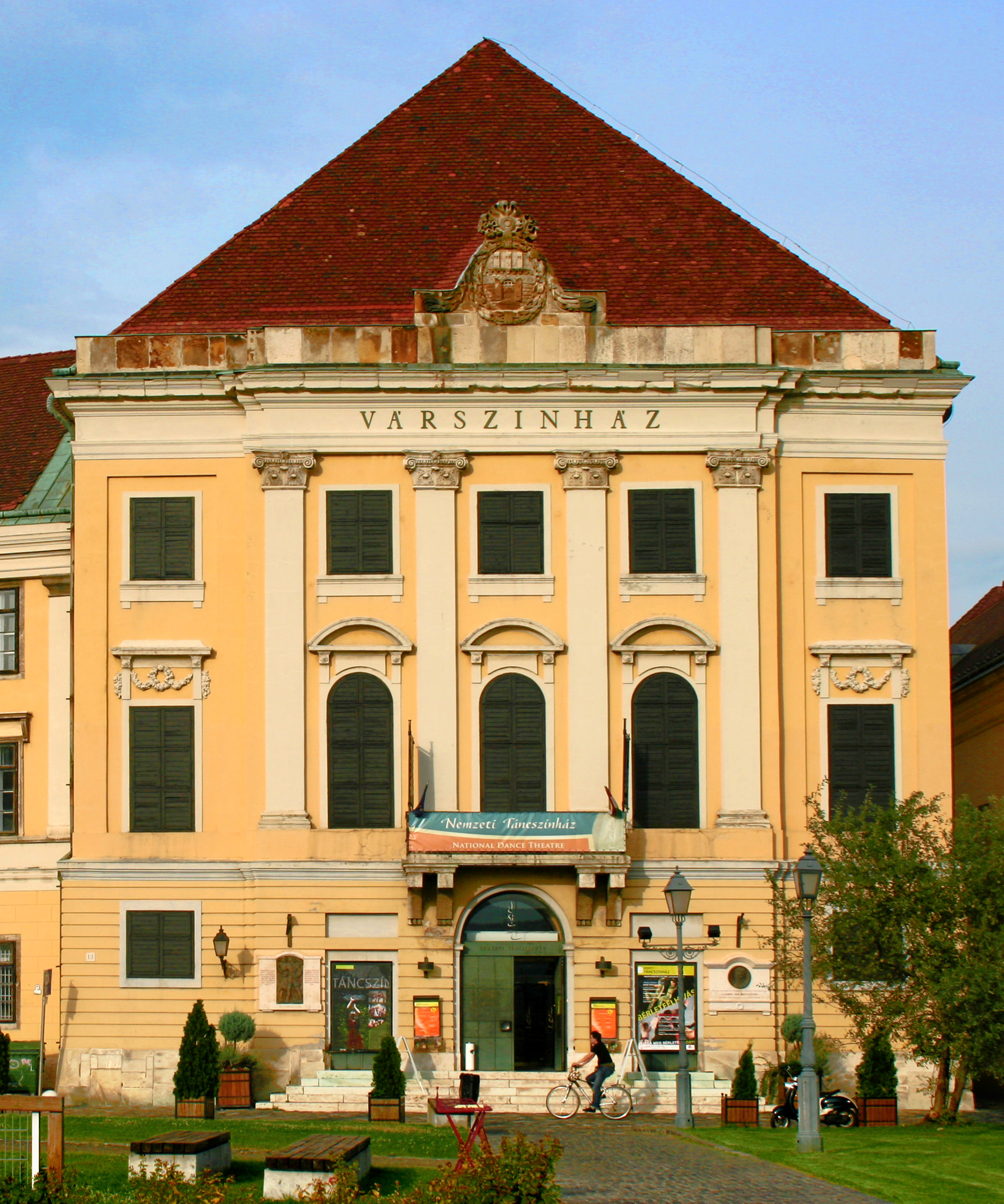
صومعهٔ کرملی‌ها - دفتر نخست وزیر (اکنون)
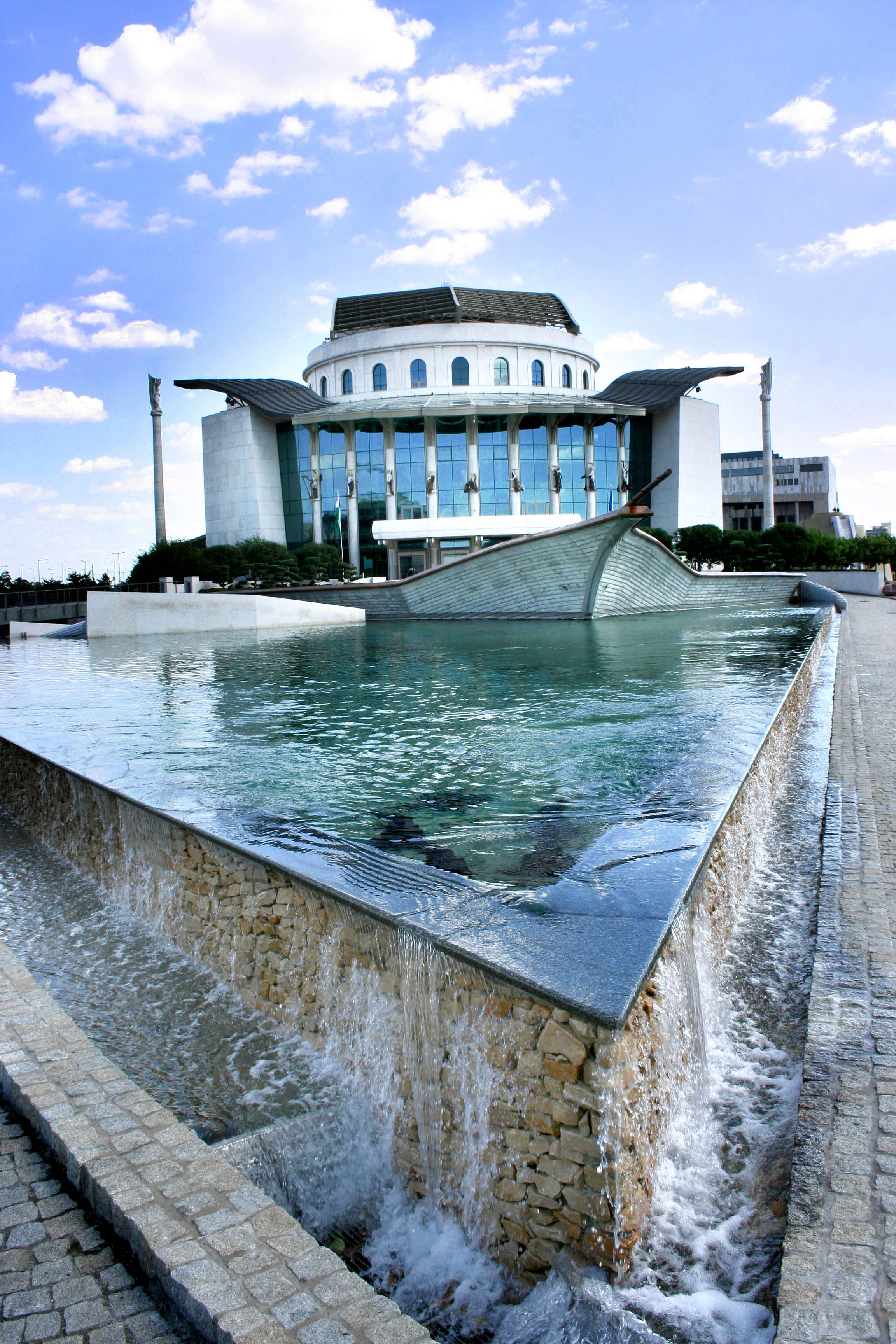
تئاتر ملی
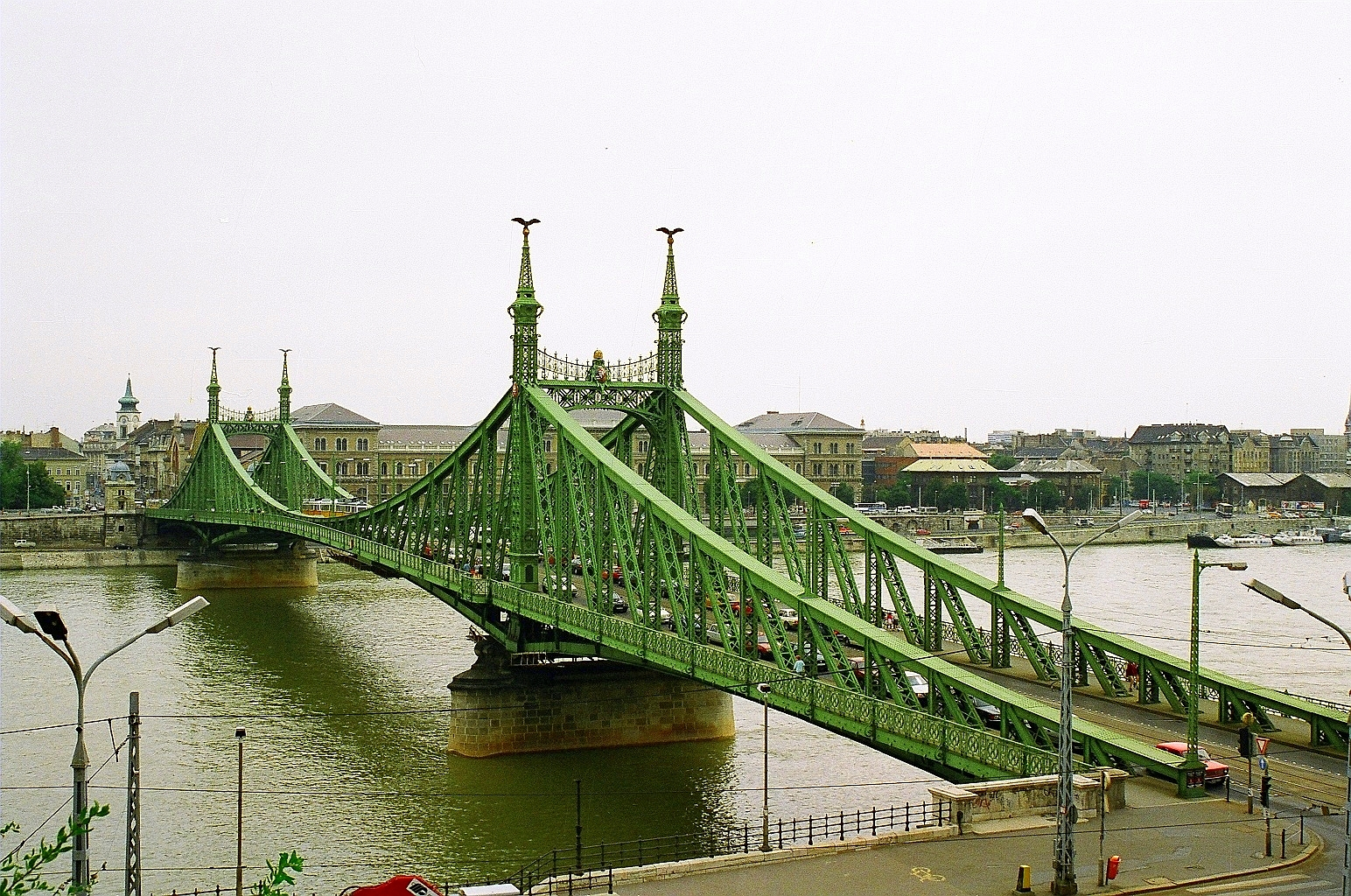
پل آزادی (Szabadság híd)
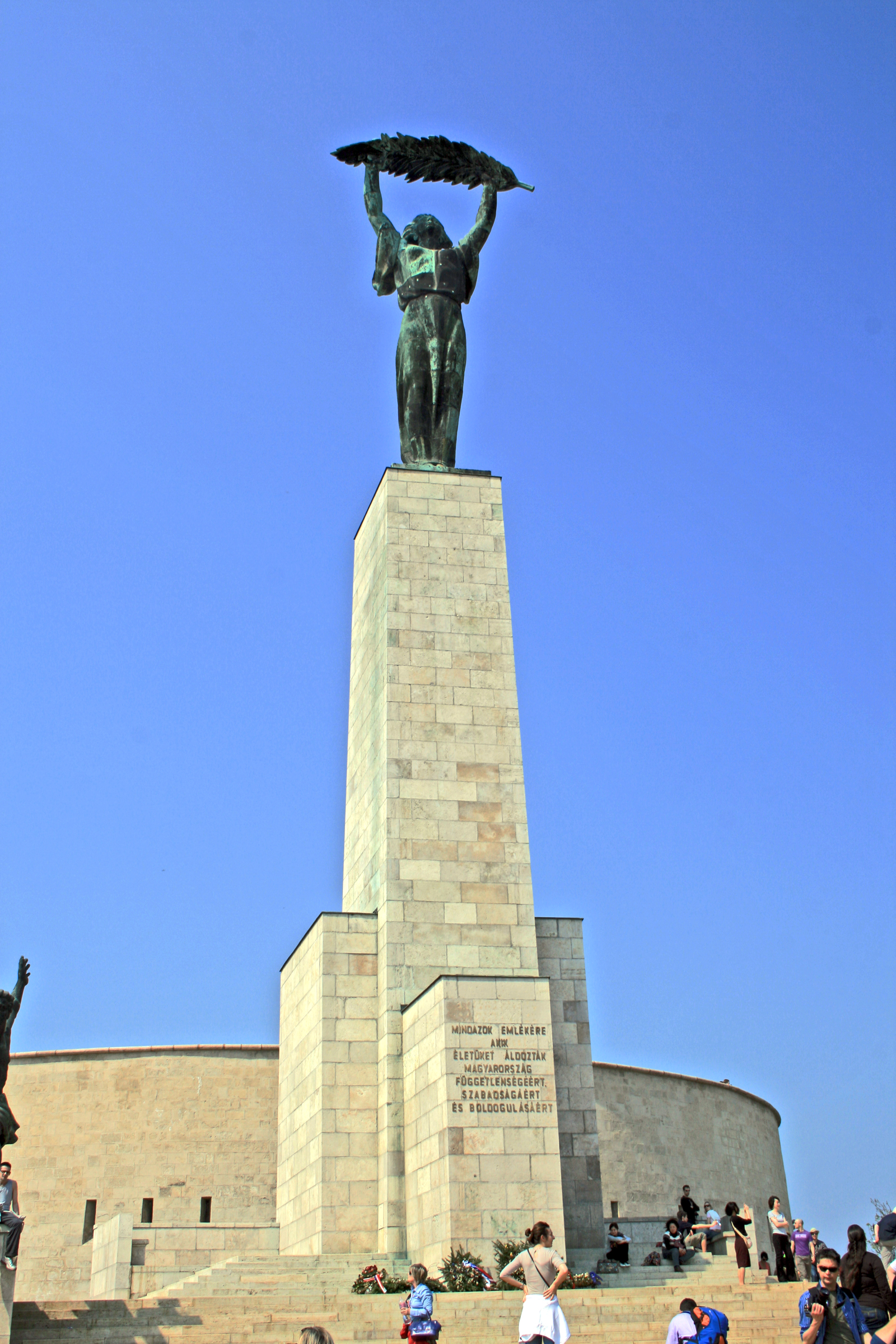
مجسمهٔ آزادی